# 三浦知良
三浦 知良（みうら かずよし、1967年2月26日 - ）は、静岡県静岡市出身の現役プロサッカー選手。JFL・アトレチコ鈴鹿クラブ所属。ポジションはフォワード（FW）。元日本代表。元フットサル日本代表。

## 概要
Jリーグ史上最高齢の54歳でJ1リーグでプレーした経験を持つ。ポルトガルリーグ最年長出場記録保持者（56歳）。
日本代表としてもFIFAワールドカップ初出場に貢献。ワールドカップ地区予選では総得点を27点記録するも、ワールドカップ本大会へは未出場。Jリーグ年間最優秀選手賞1回、得点王1回、ベストイレブンを2回受賞、1993年にアジア年間最優秀選手賞を受賞。釜本邦茂と共に、国際Aマッチ1試合で6得点の日本代表1試合最多得点記録、通算得点記録（55得点）を持つ（2011年時点）。
2012年にはフットサル日本代表としてフットサルワールドカップに出場した。
愛称はカズで実兄は三浦泰年。妻はタレント・ファッションモデルの三浦りさ子、長男は俳優の三浦獠太、次男は格闘家の三浦孝太、いとこにサッカー選手の納谷伊織、親戚にビームス社長の設楽洋がいる他、俳優でDISH//のメンバーの北村匠海は24親等にあたる。

## 経歴

### 幼年期
1967年（昭和42年）2月26日、父・納谷宣雄、母・由子の次男（長男は三浦泰年）として静岡県静岡市の葵区に生まれた。母方の叔父はサッカー指導者の三浦哲治。知良（かずよし）という変わった読み方の名前は、父方の祖父に付けられたものだという。1973年4月、静岡市立城内小学校に入学。小学時代には、父方の伯父・納谷義郎が監督を務める城内FCに入っていた。小学校4年生の時に両親が離婚。母方の三浦姓を名乗るようになった。

### ブラジル時代
1982年12月、私立静岡学園高校を1学年修了を待たずに8カ月で中退。ブラジルに単身で渡航し、CAジュベントスに所属。当時の三浦は身長が低く、テクニックは持っていたものの他に一流と呼べるような強みはなく、指導者達はブラジルでプロのサッカー選手になりたいという三浦の夢は実現不可能だと考えていた。1984年の秋頃、ジュベントスからECキンゼ・デ・ノヴェンブロ（通称：キンゼ・デ・ジャウー）へ移籍した。
1985年頃には夢を諦めた上で日本に帰国することも一時検討したが最終的に翻意し、ブラジルでの下積みを継続した。後に本人が語ったところによれば、ふと寄ったリオの公園で現地の貧しい少年達がサッカーをしている様子を見かけたことが、帰国を思い止まる切っ掛けを作ったという。三浦曰く、その少年達の中には裸足の子や片足がない子もおり、ボールも古く汚いものだったが、皆楽しそうにボールを追っており、その様子を見て、「自分には両足も、スパイクも、いいボールもある。何を俺は贅沢なことを言っているんだ」と思い、帰国を思いとどまったとのことである。同年8月、SBSユースに出場したキンゼ・デ・ジャウーの一員として静岡に凱旋し、当時静岡高校選抜に選出されていた中山雅史、武田修宏らと試合を行った。1986年1月 には、サンパウロ州選手権タッサ・サンパウロ (U-21) に日本人として初出場した。同大会やキンゼ・デ・ジャウーの育成組織で活躍したことが、後のプロ契約に繋がっていった。
1986年2月、サンパウロ州のクラブであるサントスFCと自身初のプロ契約 を結んだ。チームメイトであったドゥンガからは4月9日ジュベントスデビュー戦でのプレーを叱責された。5月にはSEパルメイラスと特別契約を結び日本でのキリンカップでプロサッカー選手として帰国を果たし、ヴェルダー・ブレーメン戦では、後に選手と会長という間柄になる奥寺康彦と数度に渡り激しくマッチアップ、またミランジーニャのゴールをアシストした。
サントスFCでは、同じポジションにゼ・セルジオが居たこともあり、ポジションを奪い取れず、1986年10月にはパラナ州のSEマツバラへレンタル移籍した。翌1987年の2月にはマツバラと正式契約を結ぶと、レギュラーとして南部三州リーグ優勝に貢献し、同年10月にアラゴアス州のクルーベ・ジ・レガタス・ブラジル（通称：CRB）に移籍した。このクラブでも三浦はレギュラーとして活躍し、日本人で初めてブラジル全国選手権への出場を果たした。またこの時「日本のガリンシャ」とも呼ばれ注目された。
1988年、かつてユース時代に所属したサンパウロ州のキンゼ・デ・ジャウーへ移籍。同年3月19日、SCコリンチャンス・パウリスタ戦で日本人としてリーグ戦で初得点を記録し、格上の人気チーム相手に3-2で勝利するという番狂わせ（いわゆるジャイアント・キリング）の立役者の一人。このときの試合はブラジル全土にテレビ中継されていたため、「三浦知良」という日本人の名前がブラジル全土に知られるきっかけとなった。同年にブラジルのサッカー専門誌『プラカー』の年間ポジション別ランキングで左ウイングの第3位に選ばれた。クラブでの活躍により、三浦はジャウー市から名誉市民賞を贈られている。
1989年2月、エドゥーが監督を務めていた、パラナ州のコリチーバFCへ移籍、チームの中心選手として、パラナ州選手権優勝に貢献した。好調を維持していたこの頃、チーム名は明かされなかったが、40万ドルでイタリアリーグのチームへの移籍の話が出た（三浦は後に記者から、ブラジルの選手を多くイタリアリーグに送り込んでいたスカウトマンが、当時セリエAのコモへの移籍を進めていたという話を聞かされた）。7月にはブラジルにやってきた日本代表と対戦した。
1990年2月、4年ぶりに古巣・サントスFCへ復帰。サントス在籍時代にマツバラにレンタルされたとき以来、もう一度サントスでプレーして自分の力を証明したいと思っていたこともあり、三浦はサントスへの移籍に際し、他のチームからの移籍の誘いを断り、サントスと交渉した。移籍後にレギュラーの地位を確保すると同年4月29日のパルメイラス戦では1得点1アシストと活躍し、チームも2-1で勝利。翌日のブラジルの新聞はスポーツ紙・一般紙を問わず同試合での三浦の活躍を伝え、この試合の三浦のゴールシーンはブラジルのサッカー専門誌『プラカー』の表紙を飾った。

### ヴェルディ川崎とJリーグでの活躍。ジェノア移籍へ
1990年7月、Jリーグ発足が現実味を増す中、日本代表のW杯出場権獲得に貢献するためにブラジルに残ることよりも代表選考の対象となりやすい日本でプレーすることを決断し、日本サッカーリーグの読売サッカークラブ（ヴェルディ川崎 = 現:東京ヴェルディの前身）へ移籍。当初、周囲の期待とは裏腹に日本のサッカーに馴染めずなかなか日本サッカーリーグのリーグ戦では活躍できなかった が、時間の経過とともに徐々に順応を見せた。1990年10月28日のNKK戦でリーグ戦デビューを果たすと、PKで初ゴールを決めただけでなく、3つのアシストを決め、全得点に絡む活躍で4-0で勝利、このシーズンはリーグ優勝に貢献して、リーグのベストイレブンにも選出された。1991年3月10日、ヤマハ発動機戦では、三浦泰年のゴールをアシスト、弟から兄へのアシストは高校時代以来であった。1992年4月12日のゼロックスチャンピオンズカップ決勝のトヨタ自動車戦では1ゴールを決めて優勝に貢献した。1992年のJリーグカップでは9月19日のガンバ大阪戦でリーグカップ史上初めてとなるハットトリックを決めると、準決勝の鹿島アントラーズ戦で決勝ゴールを決め、決勝の清水エスパルス戦でも決勝ゴールを決めるなど、ヴェルディを優勝に導き、大会MVPにも選出された。この活躍が評価され、三浦は1992年の日本年間最優秀選手賞（フットボーラー・オブ・ザ・イヤー）を受賞した。この年、地元であるエスパルスからのオファーを受け、移籍に前向きな姿勢を示していたが、ヴェルディに残留した。
Jリーグの開幕年となった1993年シーズン、開幕戦ではキャプテンとして出場したが、横浜マリノスに敗れた。第1ステージ、5月26日5節の鹿島アントラーズ戦でJリーグ初ゴールを決めたが、クラブ内の内紛（欧州路線）や、ヘニー・マイヤーがトップで起用されたことにより、序盤は中盤で起用されたことも 影響し、18試合5ゴールという成績に終わった。第2ステージからビスマルクが加入。7月17日神戸ユニバー記念競技場で行われたJリーグオールスターサッカーでは2得点を決める活躍を見せ、大会MVPに選出された。その後は調子を取り戻し、自身の結婚式の前日の試合となった7月31日博多の森陸上競技場での第2ステージ第2節ガンバ大阪戦からは6試合連続で得点を記録した。12月8日17節浦和レッズ戦ではJリーグでの初ハットトリックを決め、ニコスシリーズ18試合で15ゴールを挙げ、チャンピオンシップの鹿島アントラーズ戦では第1戦、2戦共にゴールを決め、年間優勝に貢献するなど、シーズンを通して日本人選手ではリーグ内でトップとなる20得点を決める活躍を見せた。この活躍が評価され、第1回のMVPを受賞した他、前年に続き、1993年の日本年間最優秀選手賞に輝き、1993年のアジア年間最優秀選手賞をも受賞した。また1993年12月にはACミラン主催のチャリティーマッチに招待され、世界選抜のメンバーとして先発出場（この様なチャリティーマッチへの日本人選手の出場は、これまで釜本邦茂、奥寺康彦のみであった）。50分間プレー、サイドからのクロスでウーゴ・サンチェスの得点をアシストした。前日には世界選抜に選ばれたメンバーの中で唯一、ACミランの練習に参加した。またこの時、セリエA関係者からの興味が伝えられ、イタリアのマスコミから取材を受けるなど注目を集めた。

#### ジェノアCFC
1994年には移籍を認めたくなかった渡辺恒雄から、1年間のレンタルということでようやく了承を得て、1994-95シーズン、イタリア・セリエAのジェノアCFCへ期限付移籍し、アジア人初のセリエAプレーヤーとなった。この移籍にはジェノアの会長アルド・スピネッリがプレーぶりを見て魅力を感じたこと、そして商業的な価値を期待してのもので、ジェノアのユニフォームの広告権をケンウッドが獲得したこともあって、加入会見では「スポンサーを得るために獲得したと言われているが、どう思うか?」などと辛辣な質問も浴びせられた。
プレシーズンマッチの地中海カップでは、パナシナイコスFCとACミラン相手に好プレーを見せ、コパ・イタリア2回戦のチェゼーナ戦で先発出場して公式戦デビュー、サンシーロで行われた、ACミランとのセリエA開幕戦において背番号『9番』を着用して先発出場、セリエAデビューを飾った。前半途中にバレージとプレー中に激突し、鼻骨骨折と眼窩系神経を損傷してしまい、一ヶ月の戦線離脱を余儀なくされた。
復帰後、第12節のサンプドリアとのジェノヴァダービーで先発出場、マニコーネの浮き球からスクラビーがヘディングで落としたボールを右足アウトサイドでゴール隅に決め、セリエA4試合目の出場で初ゴールとなる、先制ゴールを奪ったが、これがジェノアでの唯一の得点となった。16節のパドヴァとの対戦では、サイド突破からマニコーネの決勝点のアシストをした。第31節のユベントス戦では65分から途中出場したが、退場者が出て10人での戦いを強いられたこともあり、シュートすら打てずに試合終了、代表戦の為、残りの試合とセリエB降格プレーオフには出場せず帰国、また1994年10月にはアジア大会への出場のために帰国したことや（セリエA3試合、コパ・イタリアを欠場）、度重なる監督交代も影響して、21試合出場（先発10試合）、第19節のフィオレンティーナ戦でのループシュートはクロスバーに当たり得点ならず、また自身の誕生日に出場したナポリ戦など 数回のゴールがオフサイドで取り消されたことなどもあり、シーズン1ゴールのみに終わった。その後、トリノFC、スポルティングCPといったチームからオファーが来ていたが、シーズン終了後にはヴェルディ川崎へ復帰することとなった。ジェノア在籍時にはジェノヴァの名前を日本に広めたことで、市から特別表彰を受けた。3度の監督交代など 様々な事情もあり、成功は収められなかったが、これまでイタリア人がもっていた日本のサッカーとサッカー選手に対しての概念を変えさせ、その後の日本人選手たちのセリエA入りの扉を開いた。シーズン終了後、ジェノアCFCの一員として、横浜スタジアムで行われた、ヴェルディ川崎との親善試合に出場、この試合を最後にジェノアを離れ、ヴェルディへ復帰した。また在籍時の1994年12月にはASローマ対世界選抜の試合に先発出場、裏に抜け出し洪明甫のスルーパスからシュートを放つが、シュートはGK正面に飛び得点は奪えなかった。

#### ヴェルディ川崎への復帰
その後、三浦はJリーグの1995年シーズン第2ステージから古巣・ヴェルディ川崎に復帰。復帰初戦、8月12日ベルマーレ平塚戦で2ゴールを決めると、9月2日、6節鹿島アントラーズ戦、9月13日、9節横浜フリューゲルス戦でハットトリックを決めるなど、26試合で23ゴールを挙げ、第2ステージのみの出場にもかかわらず得点ランキングの上位に名を連ねた。
1996年のJリーグは初の一シーズン制となったシーズンとなったが、ヴェルディ川崎は7位に沈んだものの、11月6日のジェフユナイテッド市原戦でハットトリックを決めるなど、三浦自身はリーグ得点王になる活躍を続け、第76回天皇杯全日本サッカー選手権大会制覇にも貢献した。また1996年にはFIFAの世界選抜に選出され、ブラジル戦に先発出場した。この年、当時ラ・リーガ1部のCDログロニェスからオファーを受け、ミゲル・アンヘル・ロティーナ監督とも移籍に向けた話し合いをしていたが、年俸などの条件が合わず、移籍は実現しなかった。

### ケガによる衰えとクロアチア移籍。京都と神戸での再起
30歳となった1997年シーズン頃から衰えを見せ始めた。この年あたりから以前のようなキレが徐々になくなり、怪我も多くなっていたが、追い討ちをかけてW杯最終予選の韓国戦での崔英一からのラフプレーで尾てい骨を痛めてコンディションを大きく落とす。その怪我の影響から、同年の試合出場数は全試合数の半数に満たない14試合にとどまり、得点数は4点。ヴェルディ川崎も初の二桁順位と、三浦個人・チームともに振るわぬ成績に終わった。
1998年シーズン、新加入のエウレルと高木琢也のツートップを採用したことからMFとしてプレーした。ファーストステージこそ終盤まで優勝争ったが、セカンドステージではベンチスタートになることも増え、1ゴールを挙げたのみに終わった。チームも18チーム中17位と低迷した。年末にV川崎は親会社である読売新聞の事業撤退で大幅な経営縮小のため、高年俸のベテラン選手達のリストラを敢行し、三浦に対しても年俸ゼロ円提示がなされた。

#### クロアチア・ザグレブ
三浦は、2年契約でクロアチアのクラブチーム、クロアチア・ザグレブ（現GNKディナモ・ザグレブ）へ移籍。これはクロアチア・ザグレブに大きな影響力を持った当時のクロアチア大統領フラニョ・トゥジマンの意向が働いたものとされており、戦力としての評価よりも背後のジャパン・マネーを狙った経済的な期待が大きかった。この時チームメートになったゴラン・ユーリッチのサッカーへの取り組み方や考えに影響を受けた。カズはデビュー戦となったムラードスト127戦ではアシストを決めるも、PKを失敗した。5月23日のオシエク戦では退場処分を受けた。ザグレブはクロアチア・リーグで優勝を果たした。シーズン終了後、新たに就任した日本でも監督経験のあるオズワルド・アルディレス監督に戦力外とされ、本人が熱望していたUEFAチャンピオンズリーグへの日本人初出場はかなわず、1999年6月、契約よりも1年早く日本に帰国。1999年5月にはマルセイユで行われた、ジャン・ピエール・パパンの引退試合に招待され、フランス代表と対戦、得点はなかったが、クロスバー直撃のシュートを放った。

#### 京都サンガ
1999年7月、イングランド、スコットランドなどのクラブとの交渉がまとまらず、当時元日本代表監督の加茂周監督からの熱心な誘いを受け、京都パープルサンガへ移籍。中村忠と再び同僚となった。加茂監督は「カズはある時期を境に全く得点を挙げられなくなった。何度も話し合いをして原因を究明しようとしたが、解らず仕舞いであった。サンガではストライカーへの原点回帰をさせ、全盛期のカズ程まではいかなくても、ストライカーとして復活出来る様に何とか手助けしたい。」と話していた。復帰初戦のヴィッセル神戸戦で2ゴールを決めた。その後8試合無得点が続いたが、最終節を前にした磐田戦と最終節のC大阪戦でゴールを決めてシーズンを終えた。
2000年は、5月13日の対神戸戦でJリーグ通算100得点を達成、この試合で101点目となる決勝ゴールも決めた。11月23日の古巣ヴェルディ川崎戦でハットトリックを決めるなど、33歳ながら17得点を記録し得点ランキング3位に入るなど個人としては活躍するも、チームはジェフ市原との残留争いの末にJ2へ降格し、自身2回目であるゼロ円提示を受けた。

#### ヴィッセル神戸
2001年からは永島昭浩が現役を引退した直後のヴィッセル神戸に所属し、4年間キャプテンとしてチームの最前線に立った。2節のFC東京戦で移籍後初得点を挙げる。11月24日神戸ウイングスタジアムのこけら落としとなった横浜F・マリノス戦では、巧みなトラップで相手DFをかわし、自身を代表するゴールの一つとなるゴールを決めるなど、セカンドステージのラスト4試合でいずれもゴールを挙げ、シーズン11ゴールと健在ぶりを示した。
2002年は代表でもプレーした城彰二や兵庫県出身でもある播戸竜二が加入。2002年1stステージ第3節ガンバ大阪戦では久々にカズダンスを披露した。しかしこのころからフル出場する試合が徐々に減り始める。2ndステージでは臀部の怪我のため長期離脱し、ほとんど出場機会を得られなかった。
2003年はオゼアス・播戸竜二の2トップのバックアッパー的な役割を担うことが多くなり、ベンチスタートとなる試合が増えた。1stステージ8節でシーズン初得点を挙げ、新本拠地での初勝利に貢献した。2ndステージ終盤の残留争いの最中、オゼアスを出場停止で欠き久々にスタメンがめぐってきた鹿島戦では相手ゴール前で素早いターンからこの試合の先制点を決め、ホームでの3か月ぶりの勝利に大きく貢献した。
2004年、1stステージの第11節のガンバ大阪戦でのゴールで、11年連続ゴールを記録。2ndステージに入りエムボマ、平瀬智行らが加入し、ポジション争いは激化。チームは残留争いに巻き込まれたが、シーズン終盤にスタメンを奪取し12節から14節まで3試合連続ゴールを記録するなど、残留争いを続けるチームにあって重要な役割を果たし播戸竜二に惜しみなくアドバイスを送った。また地域貢献の一環として、小学校での訪問授業をこの時期開始した。その後横浜FCに移籍してからも、同様の活動を続けている。
2005年は、開幕からリーグカップも含めて3試合連続ゴールを決めるなどカズとチーム自体も好調なスタートを切ったが、その後チームは低迷し、監督交代が続いた。エメルソン・レオンが辞任し、パベル・ジェハークが就任すると完全に構想から外れ、主将も三浦淳宏に譲った。7月26日に行なわれたボルトンとの親善試合を最後に神戸を退団。

### J2横浜FCへの移籍とJ1昇格

#### 38歳、横浜FC移籍
38歳となった2005年7月、横浜FCへ電撃移籍。7月30日の水戸ホーリホック戦の後半残り僅かの時間から初出場。8月27日のヴァンフォーレ甲府でのゴールは、移籍後初ゴールとなった。

#### シドニーFCのゲストプレイヤー
横浜FCに移籍後間もない11月、2005年に設立したばかりのオーストラリアAリーグ初のゲストプレイヤー（Aリーグの公式戦4試合のみ出場が認められる特別枠選手）としてシドニーFCへ期限付き移籍。シドニーFCは元Jリーガーで、カズの全盛期を対戦相手としてよく知るピエール・リトバルスキーが監督を務めており、2005年12月に日本で開かれるFIFAクラブ世界選手権のオセアニア地区からの出場権を既に得ていた。カズはリーグ戦4試合に出場し当時首位を走っていたアデレードとの直接対決において2得点と結果を残した。チームでのポジションを確保し、FIFAクラブ世界選手権では準々決勝たる1回戦と5位決定戦の2試合フルタイム出場、得点には絡まなかったもののシドニーFCは5位決定戦勝利に貢献、全6クラブ中最下位を免れた。シドニーでの背番号は21番、FIFAクラブ世界選手権では11番を着けてピッチに立ち、前身のインターコンチネンタルカップを含め、日本人として初めて同大会に出場した選手となった。
三浦は、2006年2月からは横浜FCの選手兼任の監督補佐に就任するが登録上は選手扱いである（Jリーグの規定では選手が監督・コーチを兼任することが出来ない）。このシーズン、39試合に出場し6得点、横浜FCのJ1初昇格に貢献した。
40歳となった2007年は、2年ぶりのJ1での戦いとなる。シーズン全34試合中24試合に出場。9月15日のサンフレッチェ広島戦で日本人選手史上最年長ゴールを記録するなどシーズンで3得点を挙げた。12月1日の最終戦浦和レッズとの試合では、引き分けか、負ければ浦和の優勝が決まるという大一番で、阿部勇樹を左サイドで抜き去り、その後のセンタリングから根占真伍の決勝点をアシストして浦和の優勝を阻んだ。なお、横浜FCはこの試合の前にJ1最下位でJ2降格が決まっていた。
2008年はJ2での戦いとなる。シーズン全42試合中30試合に出場し、主に攻撃的MFとして活躍。チーム事情から自身初となるボランチを務めた試合もあった。10月25日にホームで行われた第41節愛媛FCとの試合にて、自身のJリーグ通算150ゴールとなる、シーズン初得点を挙げ、Jリーグ開幕後16年連続得点を記録した。尚、2008年シーズンはこの1得点しか結果を残せなかった。
2009年も横浜FCと契約、第2節ロアッソ熊本戦にてPKで得点を挙げたことにより、Jリーグ開幕後17年連続得点と自身の持つJリーグ最年長得点記録を更新したが、この年の得点はこの1得点のみに終わった。

### 横浜FCでの出場機会の減少と最年長記録
43歳となった2010年にはかつて所属していたキンゼ・デ・ジャウーから移籍のオファーがあったが、横浜FCに残留した。さらに、神戸時代の2005年シーズン以来となるチーム主将を務めることになった。シーズンでは右脚の負傷 に苦しんで出場機会を大きく減らし、プロ入り以来最少となる10試合、わずか188分（換算して2試合分）の出場にとどまった。出場した際には好調なプレーを見せ、8月7日のJ2第21節ファジアーノ岡山戦で得点を挙げ、Jリーグ開幕からの18年連続得点を記録した。9月26日のJ2第28節カターレ富山戦では、久々の直接フリーキックを決めた。更に12月4日のJ2最終節大分トリニータ戦でこのシーズンで初めて先発し、フル出場して得点を挙げ、自らの最年長得点記録を43歳9カ月8日に更新した。これらの印象深い活躍から、少ない出場時間ながら横浜FCの「サポーターが選ぶ年間MVP」に選出された。
三浦は、2011年はシーズンでは得点を挙げることができず、「J連続得点記録」は18年でストップする。3月29日に行われた東日本大震災の日本代表のチャリティマッチ「東北地方太平洋沖地震復興支援チャリティーマッチ がんばろうニッポン!」においてJリーグ選抜に選出され、後半17分から途中出場。後半37分に田中マルクス闘莉王の落としたボールに反応して得点を挙げ、試合前の宣言通りカズダンスを披露した。このゴールは世界に中継され、英語実況では「national treasure Miura」と評された。
2011年12月、カズは横浜FCに所属しながらFリーグ・エスポラーダ北海道にJリーグ選手枠として登録。2012年1月15日の北海道対府中戦の1試合限定で公式戦に出場した。2012年2月、Fリーグ2011poweredyウイダーinゼリーの表彰式で特別表彰を受賞。2012年10月、2012 FIFAフットサルワールドカップ日本代表に選出され、フットサルでも軽快な動きを見せたり、ゴールを決めたりするなど、年齢を感じさせない活躍をしている。
2012年は、J2出場14試合、うち先発5試合に留まった。第16節ガイナーレ鳥取戦でゴールを決め、Jリーグ最年長得点記録を45歳3カ月に更新した。12月22日、JFLのチームでJリーグ準加盟の承認も受けているSC相模原から2年契約で完全移籍のオファーを受けたことを報道された。
2013年1月15日、横浜FCと2年契約を結んだ。シーズン途中の6月にはかつてプレーした古巣東京ヴェルディが獲得を打診していると報道された。同年7月3日、J2第22節栃木SC戦で開始16秒に今季初得点を記録し、最年長得点記録を46歳4ヶ月7日に更新した。また、11月3日にはJ2第39節松本山雅FC戦でゴールを決め、46歳8ヶ月8日に更新した。
2014年シーズンは、6月5日、JFA国際委員を務める梅田邦夫・駐ブラジル日本大使からの要請を受け、日本サッカー協会が三浦をワールドカップブラジル大会のJFAアンバサダーに任命、同月12日に日本を出発、現地時間同月14日の日本対コートジボワール戦を観戦し、同17日に高円宮妃久子JFA名誉総裁と共にイベントに参加するものの、日本代表への同行や合宿地訪問は行わずに同月20日に帰国する予定となった。ただ、シーズン開幕前に左足の付け根を痛めて出場機会を失い、J2はわずか2試合、計4分のみの出場となった。
2015年シーズンは、3月9日に行われたJ2開幕戦ザスパクサツ群馬戦で、9年ぶりの開幕スタメンとして出場。4月5日に行われたジュビロ磐田戦では、ヘディングで先制ゴールを挙げ、自身の持つ最年長ゴール記録を48歳1か月10日に更新した。現役世界年長となったこのゴールは、海外のメディアも取り上げている。かつて所属したイタリアでも「ミウラが日本で奇跡を起こした」「元ジェノアのカズ・ミウラは48歳にもかかわらず日本の2部リーグであるJ2リーグの横浜FCでプレーしている」と報じられた。6月29日、水戸ホーリーホック戦で最年長ゴール記録をまた更新。同年11月11日、横浜FCとの来季の契約延長を発表。カズの背番号に因んで11月11日の11時11分に契約延長が発表された。この契約延長はイタリアやイギリス、スペインなど海外でも話題になり、イタリアのガゼッタ・デロ・スポルト紙は「時代を超越した存在」と称賛した。前園真聖は「還暦（60歳）までやるって言っていましたけど、本当にやるんじゃないか（笑）」とコメントしている。この年はJ2で3ゴールして健在ぶりをアピールしたが、4月に右足、10月に右太ももを負傷して長期離脱。出場は15試合だった
2016年、6月19日に行われた岐阜戦で得点を挙げ自身の持つJリーグ最年長得点記録を更新。さらに同年8月7日に行われたアウェイでのC大阪戦では、69分にチームが2-0で負けている状態で途中出場し、75分に自身の持つJリーグ最年長ゴール記録を49歳5カ月12日に更新するゴールを決めた。また、カズの得点の後、チームは勢いを取り戻し、逆転勝利を挙げた。
2017年は、自身の50歳の誕生日である2月26日に、開幕戦の松本戦で先発し、Jリーグ史上最年長記録をまたもや更新した。3月12日の群馬戦でもゴールを決め、自身の持つJリーグ最年長得点記録を50歳と14日に塗り替えた。この記録はイングランドのスタンリー・マシューズの50歳5日という記録を上回る世界最年長ゴールであり、イギリス紙『ガーディアン』など世界でも報じられ、後に「リーグ戦でゴールを決めた最年長のプロサッカー選手」としてギネス世界記録に認定された。このゴールは、JFLに移籍した2022年1月現在、三浦のJリーグでの最後の得点である。4月15日の第8節までは7試合に先発したが、左膝痛や左太もも負傷もあって以降は出場機会を失い、5試合に途中出場するにとどまった。
2018年は、42試合のうち39試合にベンチ入りしたが、出場は9試合で出場時間は計59分。シュートは1本で、ゴールはなかった。
2019年3月23日に行われた第5節のFC岐阜戦にスタメンとしてシーズン初出場を果たし、自身の持つJ最年長出場記録を更新した。第8節も先発出場したが、練習中の左太ももの負傷で、以降は出場機会を失った。11月24日、J2最終節の愛媛FC戦で残り3分で途中出場し、J2最年長出場記録を52歳8カ月29日に更新した。チームは、この試合に勝利してJ1昇格を決めた。J2での出場は、3試合計109分で、シュートもゴールも0本だった。
2020年1月14日にチームと契約を更新した。9月23日の川崎フロンターレ戦で2007年以来のJ1でのリーグ戦に出場、 中山雅史のJ1最年長出場記録を53歳6ヶ月28日に塗り替えた。左臀部の痛みで出遅れたこともあり、13年ぶりのJ1での出場は4試合計68分に留まり、ゴールもシュートもかなわなかった。
2021年3月10日、J1浦和戦（埼玉）でロスタイムに1分間出場。自身が持つJ1最年長出場記録を54歳12日へ伸ばした。以降は出場機会を失い、ベンチ入りすらもできない中、11月20日の第36節神戸戦で、横浜FCのJ2降格が確定する。最終的に、J1での出場は1試合1分のみに留まり、三浦の移籍話がメディアで取りざたされるようになった。

### JFL鈴鹿移籍とポルトガル2部への挑戦

#### JFL鈴鹿ポイントゲッターズ
2022年1月11日、兄・三浦泰年が監督兼ゼネラルマネージャーを務めるJFL所属の鈴鹿ポイントゲッターズへの期限付き移籍が発表された。JFL開幕戦から先発出場が続くが、5月15日のホンダFC戦で右太ももを負傷して、ハーフタイムで途中交代する。復帰は9月4日のヴィアティン三重戦で、4ヶ月ぶりに公式戦のピッチに立った。10月9日の国立競技場でのクリアソン新宿戦では、後半31分から途中出場する。国立での公式戦出場は11年ぶりで、JFL歴代最多となる16218人の観衆が集まった。10月23日の奈良クラブ戦もロートフィールド奈良にJFL歴代2位の14202人が集まり、同チームのJ3昇格の集客案件クリアをアシストした。10月30日、枚方との対戦でPKを沈め、2017年3月12日以来となるゴールを決めた。11月12日、リーグ第29節のFC大阪戦ではダイビングヘッドでシーズン2点目となるゴールを挙げた。最終的にJFLには18試合出場した。

#### ポルトガル2部UDオリヴェイレンセ
2023年1月16日、鈴鹿への期限付き移籍満了が発表され、横浜FCに戻った後、2月1日、プロ38年目（55歳）にしてポルトガル2部のUDオリヴェイレンセへの夏までの期限付き移籍を発表した。オリヴェイレンセは、三浦の保有権を持つ横浜FCの親会社が経営権を取得したチームである。移籍後は、筋肉系の疲労や炎症が起こり、コンディションを上げるのに苦労したが、4月14日のホームのファレンセ戦で、ポルトガルに旅行へ来た妻の三浦りさ子が見守る中、初のベンチ入りを果たしたが、出場機会はなかった。4月22日のアカデミコ・デ・ヴィセウ戦では、4－1で大差のついた後半45分から出場、56歳1カ月24日での出場はポルトガル国内のサッカー史において最年長出場となった。5月16日のトレエンセ戦には3-1の場面で、後半45分の終了間際に出場した。5月28日のリーグ最終戦のレイションイスSC戦に4-2の場面で、後半18分から出場。キャプテンマークを巻いてプレーし、マン・オブ・ザ・マッチを受賞した。だが、レイションイスSCのヴィトール・マルティンス監督はカズのMOM選出を「合計で7ゴールが生まれた試合で、なぜ（得点に絡まなかった）ミウラにマン・オブ・ザ・マッチが与えられたのか理解できない。ここはサーカスになってしまう」と批判した。
2023年7月22日、横浜FCは、三浦のUDオリヴェイレンセへの期限付き移籍期間の延長を発表する。三浦は8月20日のビラベルデンセ戦で、後半のアディショナルタイムに途中出場。2024年2月4日までに4試合計6分出場した。チームは下位で低迷して降格圏に入り、三浦は筋肉系の違和感、ケガがあり別メニュー調整となり、ベンチ外となる。オリベイレンセが15位以上での残留を決めた後、5月19日のレイションイスとの最終戦で0-2の後半14分から今季5度目の出場で、最長となる31分間プレーをしたが、チームは1-3で敗北。

#### JFLアトレチコ鈴鹿クラブへの復帰
2024年6月25日、横浜FCは、アトレチコ鈴鹿クラブ（旧鈴鹿ポイントゲッターズ）への期限付き移籍を発表。期間は2025年1月31日まで。 2024年10月26日にJFLの最年長出場記録を57歳236日に更新。積極果敢なプレーを見せ、セルジオ越後からも「日本代表としても、まだ十分に通用する」と評価される。
2025年1月11日、移籍期間を2026年1月31日まで延長されることが発表された。2025年6月15日にJFLの最年長出場記録を58歳109日に更新した。

## 日本代表

### 日本代表デビューからドーハの悲劇まで
フル代表デビューは1990年9月26日、第11回アジア競技大会、バングラデシュ戦、先発出場すると、前半4分にPKを奪取、前半26分には長谷川健太のゴールをアシスト、後半15分には倒されて獲得したFKからゴールが生まれるなど、全得点に絡む活躍を見せた。1992年、ダイナスティカップの北朝鮮戦で代表初ゴールを決めた。ハンス・オフト監督の体制下、エースFWとしてダイナスティカップや、AFCアジアカップ1992での優勝に貢献、自身も両大会でMVPを獲得した。
AFCアジアカップ1992のグループリーグ最終戦イラン戦では、後半終了間際に決勝ゴールを決め「魂込めました、足に」とコメントした。決勝のサウジアラビア戦では左サイドからのクロスで高木琢也の決勝ゴールをアシスト、優勝に重要な役割を果たした。
1993年のFIFAワールドカップ・アメリカ大会予選では、1次予選でのバングラデシュ戦で代表初のハットトリックとなる4ゴールを決めるなど、予選合計9ゴール、最終予選では合計4ゴールを挙げ、エースとして活躍した。北朝鮮戦で2ゴールを決めて 最終予選の初勝利に貢献、続く大韓民国戦での決勝ゴールは、日本サッカーが40年もの間超えられなかった壁であった韓国をワールドカップ地区予選で初めて破ったという意味でも値千金であった。最終予選最終戦のイラク戦でも1ゴールを決めたが、ロスタイムに同点にされ（いわゆる「ドーハの悲劇」）、ほぼ手中にしていた本大会出場をあと一歩のところで逃した。このことについて、カズは「（センタリングを上げられた）瞬間、やばいと思った。スローモーションのように球の軌道が見えた」と著書『おはぎ』で語っている。

### フランスW杯に向けて
その後、ファルカン、加茂周と監督が代わっても、カズはコンスタントにゴールを決め続けた。1997年6月22日、仏W杯アジア1次予選グループ4第4戦マカオ戦で6得点をあげ、釜本邦茂に並ぶ日本代表1試合最多得点記録を樹立した（2011年時点。FIFA認定記録ではカズ単独）。だが、1997年9月7日の仏W杯アジア最終予選B組初戦のウズベキスタン戦では4得点を挙げ、その後、10月26日のUAE戦で呂比須ワグナーへのアシストはあったものの、韓国戦において、崔英一から受けたラフプレーからの骨折が原因により、以降大きく調子を落としたこともあって、1ゴールも挙げられず、自力での予選突破が消滅した国立競技場でのUAE戦の後には、暴徒化した一部サポーターに罵声を浴びせられ、それに向かっていこうとする姿がマスコミに大々的に報じられた。その理由を「6日後に韓国との試合を控える中で、選手の移動バスを止めたことに腹が立った。」からだと後に語った。その後、ワールドカップ本大会初出場を決めたアジア第3代表決定戦のイラン戦（「ジョホールバルの歓喜」と称される）では、2トップを組む中山雅史と共に交代を命じられ、この時カズが「オレ？」と自分を指差したことが話題となった。交代板には11番が先に出たので、「ゴン（中山雅史）なのか? 俺なのか? どっちだ?」と岡田武史監督に確認を取るためのジェスチャーだったが（番組インタビューなどで本人及び城、岡田監督の両者が語っている）、一般的には「まさか俺を交代させるのか?」と言うアピールだとマスコミに解釈をされてしまい、誤解を受けることとなった。またイランも交代の準備をしていたため、11番が日本の事なのかイランの交代に対してなのか判りづらかったと後日出演したTBS『見ればなっとく!』内で北澤豪は述べている（イランの11番であるアジジは交代することなくフル出場する）。1998年、ワールドカップ本大会に臨む代表候補25人に選ばれ、スイスでの直前合宿に参加、ニヨンとの練習試合ではハットトリックを決めたが、監督の岡田は最後の最後まで悩んだ末に本大会出場メンバーから外す決断をした。そしてミラノでの滞在後、帰国となった（ニヨンの屈辱）。この舞台を切望していたカズが落選した発表はマスコミで大きく報じられた。カズは髪を金髪に染め上げて帰国し、帰国直後に成田国際空港で行われた会見では「日本代表としての誇り、魂みたいなものは向こうに置いてきた」とコメントした。その後、日本代表はアルゼンチン・クロアチア・ジャマイカと同組になったW杯本戦を1次リーグ3戦全敗、僅か1得点という結果で終えたこともあって、岡田の采配や判断は議論を呼んだ。

#### 岡田武史監督（コーチ）との確執
岡田が日本代表のコーチ時代に、合宿所の風呂で岡田の後頭部をふざけて軽く蹴り、岡田がメガネを落として怒る。。
また、ジョホールバルでのイランとのフランスワールドカップ・アジア第3代表決定戦での予定外の交代は、試合前のミーティングでの「FKは中田もしくは名波が蹴ること」との岡田監督の指示を無視してカズ自らが蹴ったことで「少し感情的になってしまった」と後に岡田監督は述懐している。

### フランスW杯後
フランスW杯終了後、フィリップ・トルシエに監督が交代してからしばらく代表に招集されることはなかったが、京都サンガ時代の2000年から再び代表に招集され5試合でプレーした。2000年2月5日、カールスバーグカップのメキシコ戦で 約2年振りにAマッチに出場、2月16日、アジアカップ予選のブルネイ戦でのゴールは、1997年9月7日のワールドカップ予選、ウズベキスタン戦以来と約2年5ヶ月振りのゴールとなった。2000年6月のハッサン2世国王杯でのジャマイカ戦でのゴールは 代表で最後のゴールとなった。それ以降韓国戦に招集されたが、出場機会がなく本戦のメンバーからも落選。トルシエは2002 FIFAワールドカップにおいて代表スタッフとしてカズの帯同を望んだが、カズは選手としての参加を望んでいた為に実現しなかった。
2004年、当時代表監督を務めていたジーコは、既にアジア1次予選の突破を決めていたことから、興行的意味合いのみならず、若手選手を刺激するために、最終戦のシンガポール戦へ召集したい意向を示していたが、日本サッカー協会が難色を示したことから召集が見送られ、代わりに新潟県中越地震復興支援チャリティーマッチ、ジーコ・ジャパン・ドリームチームのメンバーとしてプレーした。

### フットサル日本代表
2012年にフットサル日本代表に招集され、同年11月にタイで開催されるFIFAフットサルワールドカップ日本代表に選出された。10月24日に国立代々木競技場第一体育館でのフットサルブラジル代表戦に出場。日本代表として国際試合に出場するのは2000年以来となった。
10月27日に北海道旭川市の旭川大雪アリーナでのフットサルウクライナ代表戦に出場、前半14分にフットサル選手として初ゴールを挙げた。

## プレースタイル
ブラジル時代は左ウイングとして、ブラジルのサッカー専門誌『プラカー』にて年間ポジション別ランキングで左ウィングの第3位に選ばれる 等、活躍した。
ドリブルを得意としており、強烈なサイドステップを踏むフェイント、シザーズ（またぎフェイント）等で相手を打ち破った。『週刊サッカーダイジェスト』のドリブラー特集でも、名前を挙げられている。ブラジル仕込みの卓越したテクニック、ディフェンスを置き去りにする一瞬のスピードを持っていた。パス、トラップ、シュート等基本的なプレーもずば抜けているとは言えないが、平均して高いレベルで安定している。基本的なプレーをおろそかにせず、守備をしっかりこなすなど、献身的なプレーも見せた。
元々身体能力に恵まれた選手ではなく、身体も極めて硬い。年齢の積み重ねとともにスピードは衰えてきているが、それでもボールを扱うテクニックはクラブ内で高いレベルを維持し、巧みな読みで勝負している。また、40歳を超えても高い持久力を維持している。
サッカージャーナリストの大住良之は、カズの特質として「並外れた精神力」を挙げている。カズよりもシュート力・テクニック・スピードのある選手はいるが、精神的な強さでカズをしのぐ選手はいないと評している。岡野雅行は「ココ一番な場面では必ずゴールを決めるし、大舞台にもビクともしない」とコメントしている。プロ野球選手のイチローは「価値観が同じというか、種目は違うけど互いの考え方を理解しあえる人。大きなプレッシャーを背負いながら、あれだけの力を発揮できる集中力・精神力はさすが」とコメントしている。また、横浜FCでのチームメイト・早川知伸は「カズさんがすごいのはメンタル。精神力があるからこそ、技術も体力も衰えない」、小野智吉は「本当にサッカーが好き。43歳でも、中学生のような気持ちを忘れない」と話した。
チーム事情によってはクラブや代表でもフリーキックやコーナーキックを蹴ることもあった（上記のように2010年にもJ2カターレ富山戦で直接フリーキックによるゴールを決めている）。さらにスイッチキッカーとして左右両足でフリーキックやコーナキックを蹴る当時としては稀なプレイヤーであった。都並敏史は「僕も左右で蹴れるけど、カズはその精度が高い」と称えており、カズ自身は「小さい頃から利き足に関係なく、両足で練習していた。それは意識してというよりも、自然な感じで覚えたものだった」と語っている。

## 人物

### パブリック・イメージ
通称は「カズ」「キング・カズ」など。ブラジルでは「KAZÚ」と「Ú」にアクセント記号が付き、「カズー」と尻上がりに呼ばれた。彼を指す場合、一部のサッカー専門誌（特に『週刊サッカーマガジン』などベースボール・マガジン社の出版物）や新聞（日刊スポーツ）ではフルネームではなく「カズ」と表記し、「三浦カズ」と呼ばれることもある。
1993年8月1日にタレントの設楽りさ子と結婚。兄は同じく元Jリーグ選手三浦泰年（通称ヤス）。父方の伯父・納谷義郎は城内FC（地元の少年団）の監督、実父の納谷宣雄は、静岡FCのGMとなっている。親戚にビームス社長の設楽洋がいる。

### サッカー選手として
日本国籍の選手で2019年現在、ブラジルで成功、活躍し、有名になった唯一の日本人選手である。また、世界各国のサッカークラブを渡り歩いた日本プロサッカー選手の先駆け的存在である。現在のサッカー人気や日本代表ブーム、自身のセリエA移籍などで、ファンが欧州サッカーへの関心を高めるきっかけをつくるなど、サッカーを日本においてメジャースポーツに押し上げた火付け役であり、功労者でもある。特に若手にとって手本とされるのは、その強烈かつストイックなプロ意識。
朝一番にグラウンドに訪れ、ランニングでは常に先頭に立つなど精力的に動く。年齢を重ね、若手選手とは親子ほどの年齢差になっても練習は別メニューでなく一緒にこなす。一日に何度も体重を量り、フィジカルトレーナー、マッサージトレーナー、栄養士は個人で雇い入れているほど、徹底した体調管理を行っている。シドニーFC在籍時にはピエール・リトバルスキー監督から「カズはサッカー選手のお手本。シドニーFCの選手達はカズからプロ精神を学んだ」と賛辞を贈られている。
前述のようなストイックなイメージで知られるが、孤高の存在というわけではなく、欧州でプレーする長友佑都・長谷部誠・内田篤人・香川真司らと食事会（通称「カズ会」）を行うなど面倒をみている。その際、カズの隣の席の争奪戦が起きるほどに慕われている。
2004年12月、ブラジル・サンパウロ州のクラブチームで同州2部リーグに所属するウニオン・サンジョアンECのクラブ買収に乗り出していた。現役選手の視点から、クラブ運営や自分を育ててもらった人材の宝庫と言われるブラジルで、後進の育成にも携わっていく構想を持っているようで、2010年1月にはサッカークラブのオーナーを目指していると東スポに報じられた。

### スター選手として
横浜FCはJ2ながらカズが加入したこともあり、横浜FCの関わった試合の平均観客動員が加入前6,079人から加入後10,293人へと上昇する など、アウェイでも注目を集めてJ2の観客動員に貢献した。FIFAクラブ世界選手権2005に出場するシドニーFCへレンタル移籍した際には、カズの認知度は日本でプレーする選手の中でも群を抜いており、日本人初の出場選手として大会の認知度を格段に上げたとスポーツニッポンのコラム内で言及されている。2010年6月、南アフリカW杯中断期間中に沖縄県宮古島でキャンプを行った際に、カズ人気で多くの市民が練習見学に訪れた。
北澤豪は読売時代からカズとよく一緒に行動しており、北澤がまだ無名だった頃には、カズはファンにサインする際に色紙の半分を空白にし「こいつ、これから絶対伸びてくる奴だから、今のうちにサイン貰っといた方がいいよ」とよく言っていた。1998 FIFAワールドカップの落選に対し、カズは同じく落選した北澤に「俺たちがやってきたことは間違いない。大事なのはこの後だ」とだけ話し、ネガティブなことは一切言わなかった。またメンバー落選翌日には、日本に帰国する前に合宿先のスイスから北澤を伴いイタリア・ミラノへ立ち寄り、ホテルの最高級部屋に2人で滞在、1泊20万円ほどしたという代金は後日、日本サッカー協会に請求したところ払ってくれたという。
元韓国代表の朴智星はカズと親交があり、韓国でもカズを知らないものはいないと評している。京都パープルサンガでプロデビューし、カズと共にプレーする以前からカズを「アジアサッカー界を代表するスーパースター」と認識しており、自分の原点は京都にあると共に、その中で最も規範となり刺激を与えてくれた選手は間違いなくカズであると語っている。
2012年2月、「女性に花を贈る姿が似合う男性」として、初代Mr.フラワーバレンタインに選出された。ヨーロッパなどではバレンタインデーに男性が女性に花を贈ることが通例となっていることから。
2016年に記者から「客寄せパンダ的な利用のされ方をするのは嫌じゃないですか」という質問をされると、「J2でも、横浜FCでもよくそう言われるし、書かれているじゃないですか。でも、パンダでないと人は来ないですから。その役割は自負していますよ。僕は客寄せパンダで十分ですよ。だって普通の熊じゃ客は来ないんだもの。パンダだから見に来るんだもの。熊はパンダになれないんだから」と返答している。
1998 FIFAワールドカップグループステージ敗退後に帰国した城彰二が電話で三浦に「カズさん、俺、現地でメシも食えなくて、吐いたりしたんですよ。プレッシャーが大きくて、結果を出せませんでした」と相談したところ、「おまえ、そんなのに負けていたら"エース"なんかつとまんねぇぞ。（空港で）水をかけられたらしいけど、水でよかったよ。俺なんか、卵をぶつけられたし、いろんなものを投げられた。それは、期待の裏返しだ。気にすんな」とアドバイスした。

### 背番号へのこだわり
「背番号11」へのこだわりは強い。11番を着けるようになったのはブラジルに渡ってからで、小中学生の頃は14番だった。カズのいた当時のブラジルは背番号固定制ではなく先発選手が1番から11番をつけるシステムになっており、左ウィングの背番号が11番だった。日本に帰国した時にも読売クラブに11番を希望していたがすでに埋まっており、空いていた24番を選択した。翌シーズンには希望通り11番を着けた。94年には日本代表監督に就任したファルカンから代表のキャプテンとして10番を付けるように勧められたが、これを断っているほどであった。京都へシーズン途中に加入した際、Jリーグは固定背番号制に移行していたため、11番はヴェルディ時代も同僚だった藤吉信次が着けておりカズは空き番だった36番を着けたが、藤吉に冗談で「500万円で売ってくれ」と頼んだことがある。ここでもリーグ戦と別に大会独自の背番号の登録が可能な同年の天皇杯は11番で出場し、翌シーズンは正式に11番を着けた。11番はラッキーナンバーとして大事にしており、練習の際のビブスも11番を選んで着用し、車のナンバーを11にしたり、駐車場で11番が空いていたらどんなに狭くてもそこに駐める。

### その他
幼少の頃憧れた選手として元ブラジル代表としてワールドカップを制し、清水エスパルスの監督を務めていたこともあるロベルト・リベリーノの名前を挙げた。代名詞とも言えるシザースについては、そのリベリーノのプレーを子供の頃に真似したのが初めてであると話している。
ドカベンのファンであることを明かしている。
先にも述べた11へのこだわりは契約更改を「1月11日午前11時11分」しようという考えにも反映されている。

## エピソード

### 選手編
- 中学3年生の時、進路指導の紙の志望高校を書く欄に「第一希望 ブラジル」と書いて[191]、教師から激怒された。この件について「当時既にブラジルに行く以外考えていなかったので、高校名を書くわけにはいかないと思ったから」と『ジャンクSPORTS』出演時に語っている[192]。
- 契約金の良さにブラジルから帰国したと語っていたが、実はラッシャー板前の家に居候という経済的に困窮していたことを浅草キッドに『ジャンクSPORTS』で暴露された[193]。
- 平成末期、2015年4月12日放送のTBS「サンデーモーニング」でスポーツ解説者の張本勲が、当時大ベテランの域に達していた三浦（当時48歳）に対し「カズファンには悪いけど、もう辞めたほうが良い」とコメント[194]。それに対して三浦は、「激励と前向きに受け取っている」と大人の反応を見せた。それに対して張本は4月19日の放送で「カズにあっぱれ！普通なら文句をつける。それを先輩からの助言と受け止める。男らしい、腹が据わっている」と絶賛した[195]。
- サッカー評論家のセルジオ越後が2021年12月に横浜FCに対して「（三浦選手が）CMに出て、クラブへお金が落ち、それが財源になって戦力アップするっていう。彼がいなくなったら横浜FCって大変なことになると思いますね」「（所属チームが）お金が入ればいいだけなら、それはちょっと（三浦選手が）利用されているみたい」と発言し[196]、横浜FCは公式サイト上で「事実と著しく異なる内容」「当クラブは三浦選手がCMに出演すること等により収入が得られるような契約は一切しておらず、YouTubeにおけるセルジオ越後氏の発言は事実とは異なり、三浦選手のCM出演等により収入を得たことはなく、当然その収入により戦力をアップさせた事実もありません」「あたかも当クラブが三浦選手のCＭ収入等の財源として戦力をアップさせようとし、三浦選手を利用しているかの印象を与える内容を強調して配信しており、当クラブとしてはこの指摘については大変遺憾」と厳重に抗議した[197]。セルジオは「それは僕の過ちで謝りたいと思います。ほんとに申し訳ないと思っています」と謝罪した[198][199]。
- 2017年は、背番号11にちなみ、1月11日11時11分に横浜FCのクラブ公式サイトで契約を延長したと発表された[200]。この年の開幕日は誕生日の2月26日であり、開幕と同時に50歳となり初の50代Jリーガーとなる。しかし、本人は冷静に「49歳から1つしか年をとっていない。実際は数字的なもので大した変化はない」「少しずつ全部が衰えていくのが普通。でもサッカーは11人の連動。基礎体力と技術があれば組み合わせ次第で新しい自分が見せられる、ゴール前の動き次第で点が取れる」と述べている[201]。この契約更新はイタリアの大手スポーツ紙『コリエレ・デッロ・スポルト』など世界でも報じられ、イケル・カシージャスが「僕は40歳までプレーしたいと思っているよ。でもこれを読んでいたら50歳までプレーしたいと思った。なんて素晴らしいんだミウラ!」とTwitterに投稿した[202]。なお、この発言をしたカシージャス自身は40歳を迎える前の2020年に引退している。
- ブラジルでプロ入りした直後にプーマとシューズの契約を締結し、以後サッカーの試合では全てプーマのシューズを着用している。ただしフットサル日本代表では全員がアディダス製シューズを履く契約となっていたため、日本サッカー協会がプーマと直接交渉した結果、カズもアディダス製を履くこととなった[203]。ちなみにシューズに「カズモデル」というものは存在せず、刺繍などを除いては市販品と全く同じスペックのものを履いている[139]。
- 平成元年はブラジルでプロ選手としてプレーし、平成最後となる2019年も横浜FCでプロ選手としてプレーしたため、平成30年間唯一プロとしてプレーし続けた日本人選手となった[204]。
- Jリーグが30周年を迎えた2023年、初代チェアマンであった川淵三郎氏は30年間のMVPに三浦の名を挙げた。

### プライベート編
- ブラジルの永住権を今でも更新しており、そのために2年に1度はブラジルへ渡航している[205]。
- ブラジルの公用語であるブラジルポルトガル語が堪能であり、通訳なしで喋っている映像が残されている他、チームではブラジル人選手の面倒もよく見ており2010年の第28節ではカイオがFKを譲るシーンもあった。このときカイオは「カズさんの今までやってきたことを考えると絶対に譲らないといけないと思うのと、いつもブラジル人たちを手伝ってくれているのもあった」と語っている[206]。
- カズ本人によれば映画『ゴッドファーザー』好きで、自身の時に奇抜なファッションはこの作品に影響を受けたことが原因だと証言している。日本サッカー界屈指の「伊達男」だと自認する。特にスーツを愛好する服好きであり、都内に洋服保存用マンションを購入したほどであり、趣味はマフィア研究である[207]。
  - 「ゴッドファーザー」好きは、よく行く店でカズが来店するとBGMに必ず「ゴッドファーザーのテーマ」をかけさせるほど徹底している。前園真聖に「（西麻布の行きつけの飲食店で）この曲がかかってたら必ず俺がいるから」と言っていたことを前園自身が語っている[208] ほか、ミラノのフォーシーズンズホテルでもカズが行くとゴッドファーザーのテーマが演奏されることを北澤豪が暴露した（いずれも『ジャンクSPORTS』より）[注 3]。
- 好物は、自著の名前にもなっているおはぎで、「全国おはぎ協会会長」を自負している[209]。
- 2007年、当時9歳の長男に「日本代表の伝説的な背番号11番は誰か知ってるか」と聞いたら、冗談混じりに「巻（誠一郎）!」と言われたと『ジャンクSPORTS』出演時に語っている[192]。2013年、当時15歳の長男は春休みにカズと同じくブラジルにサッカー留学した[210]。この長男は俳優の三浦獠太である。
- 浜田省吾とはブラジル時代から20年来の付き合いがあり、現在でも一緒に食事に行くことがある。カズは元々浜田のファンで、ブラジル時代にも浜田の曲をよく聴いていたそうだ。2006年8月に発売された『The Best of Shogo Hamada vol.1』『同 vol.2』のCMにも友情出演した[211]。浜田省吾との縁で、浜田省吾が所属するロード&スカイグループとマネジメント契約を結んでいる。
- 近年（2008年〜）は、矢沢永吉をよく聴いている[212]。
- 2011年には「第24回 日本メガネベストドレッサー賞」においてスポーツ界部門で受賞している。
- 2012年、日本代表など多くの場面で共にし、同じく長く現役を続けていた中山雅史の引退についてメディアにコメントを求められた際、最も印象に残ってるエピソードとして、92年のオランダ遠征の際、当時よく二人で日本サッカーを強くしようと話していて、その日の夜もオランダの公園の芝で寝ながら二人で「ワールドカップ行こうな」と語り合っていると、ふと気が付くと周りはゲイのカップルだらけで、すぐ帰ろうとなったと話した。また、「寂しくなるが、中山がいたからここまでやってこれた、中山のやってきたことは日本サッカーの、世界のサッカーの宝だと思う」と途中目に涙を浮かべながら話した[213][214][215]。
- ストイックなイメージで知られるが、テキーラを愛飲しており、カズはテキーラについて「走るためのガソリンのようなもの」と表現している。30代の頃は一晩でボトル1本半から2本空けたことがあるという[216]。

### 名前に関するエピソード
- ロス疑惑の容疑者であった三浦和義とは同音異字。ロス疑惑・三浦和義に関する報道合戦が過熱していた1980年代中頃は、カズはブラジルでプレーしていた。そのため、帰国した後も日本代表のサッカー選手として知名度を得るまでは勘違いされることが多々あったという。
  - ロス疑惑の報道合戦から約四半世紀を経た2007年頃には、サッカー界では1980年代生まれの選手がJリーガー・日本代表の中核を占めていたが、この世代はもはや年齢的にロス疑惑と三浦和義を知らない選手がごく当たり前にいる状況となっていた。このこともあり、2008年2月、サイパンで三浦和義が現地の警察により逮捕された際には、平山相太（1985年生）などが報道を見てカズが逮捕されたと勘違いするという事態が起きた[217]。
- 愛称の「キング・カズ (KING KAZU)」は、1993年のワールドカップ・アメリカ大会アジア最終予選北朝鮮戦にて2ゴール1アシストを決めた翌日、開催地カタールの英字紙「ガルフ・タイムズ」の見出しに使用されたのが初出である[218]。以後、日本国内のメディアでも使われるようになり、移動バスでカズが座る左最後尾の座席が「キングシート」と呼ばれたりした。カズ自身、「キング」は偉大なペレのニックネームと思っていた。しかしながら、横浜FC時代からは自然に受け止められるようになり、その名に恥じない言動を心がけている[219]。

### 両カテゴリーでの優勝
ヴェルディ川崎においてJ1、横浜FCにおいてJ2での優勝を経験し、その他のタイトルでは天皇杯、ナビスコカップも制覇した。J2以外ではMVPも獲得している。

## カズダンス
原型となったのは、ブラジルのFWカレッカが得点後にみせたコーナーフラッグ付近でサンバを踊るパフォーマンス。カズが考えた踊りを元に、田原俊彦がアレンジを加えて完成した。「ゴール後のパフォーマンス」を日本に定着させたのはこのダンスであり、Jリーグ開幕直後、小中学生はこぞってゴール後に踊っていた。
日本のテレビで初めてカズダンスが放映されたのは、1989年頃にテレビ朝日系列で放送されていた『ビートたけしのスポーツ大将』内のサッカー対戦で、助っ人として出演しゴールを決めた時であるが、後に披露されたカズダンスに比べてシンプルなものであった。本人は初披露は1992年のゼロックス・チャンピオンズ・カップ（読売対トヨタ）だったと述べている。
近年では2000年のJリーグ通算100得点達成（当時京都在籍）後、神戸在籍時の2002年アウェーのガンバ大阪戦、北澤豪引退試合での得点後などで披露した（ラモス瑠偉引退試合でも、得点はならなかったが試合後のセレモニーで披露）。横浜FCに移籍してからは、2005年シーズン第32節徳島戦で逆転ゴールを挙げた後に吉武剛と共に披露（試合はその後再逆転され2-3で敗戦）。そして2007年シーズン第13節大分戦で日本人選手最年長ゴール記録を更新したときも「リクエストに応えて」（本人談）披露した（試合は2-1で勝利）。2010年シーズン第28節富山戦でJリーグ最年長ゴール記録を更新したときも披露した。
また、Jリーグ開幕時の前園真聖など、様々なJリーガーもこのダンスを披露している。城彰二が一時期カズダンスをしていたが、そのことを知人から聞いたカズは城を呼び出して説教をした。それ以来、城は酒の場以外、カズダンスをしていない。また、須田興輔も2005年（当時水戸ホーリーホック在籍）に「次に点を取ったらカズダンスします」と語っている（が、実現はしていない）。なお、コンサドーレ札幌に所属していた相川進也は、2005年第34節徳島戦にて披露している。京都と神戸でチームメイトだった朴康造は韓国代表の試合や2010年最終節浦和戦、2011年第10節川崎戦で「本家公認」というカズダンスを披露している。李忠成（当時柏所属）も2008年第14節浦和戦で先制ゴールを決めたときに披露した。
2011年3月29日行われた東日本大震災復興支援チャリティーマッチがんばろうニッポン! では、試合前にカズダンスについて「やってもいいんじゃないですかね。いろんな意見があると思うけど、やるのも一つの手だと思う」とゴールを決めた場合にはカズダンスを行うことを示唆。後半37分にゴールを決めた際にはゴール裏でカズダンスを披露した。2015年4月5日に最年長ゴールを決めた試合終了後、カズダンスの全Jリーグ選手への解禁を宣言し「Jリーグなら誰でも公認」となった。

## 所属クラブ
- 1986年  サントスFC
- 1986年 - 1987年  SEマツバラ
- 1987年  クルーベ・ジ・レガタス・ブラジル
- 1988年  ECキンゼ・デ・ノヴェンブロ (ジャウー)
- 1989年  コリチーバFC
- 1990年  サントスFC
- 1990年 - 1998年  読売サッカークラブ/ヴェルディ川崎
  - 1994年7月 - 1995年7月  ジェノアCFC (期限付き移籍)
- 1999年 - 同年7月  クロアチア・ザグレブ
- 1999年7月 - 2000年  京都パープルサンガ
- 2001年 - 2005年7月  ヴィッセル神戸
- 2005年7月 -  横浜FC
  - 2005年11月 - 同年12月  シドニーFC (期限付き移籍)
  - 2022年  鈴鹿ポイントゲッターズ（期限付き移籍）
  - 2023年 - 2024年 UDオリヴェイレンセ（期限付き移籍）
  - 2024年7月 -  アトレチコ鈴鹿クラブ（期限付き移籍）

## 個人成績
| 国内大会個人成績 | 国内大会個人成績 | 国内大会個人成績 | 国内大会個人成績 | 国内大会個人成績             | 国内大会個人成績          | 国内大会個人成績 | 国内大会個人成績 | 国内大会個人成績 | 国内大会個人成績 | 国内大会個人成績 | 国内大会個人成績 |
| 年度             | クラブ           | 背番号           | リーグ           | リーグ戦                     | リーグ戦                  | リーグ杯         | リーグ杯         | オープン杯       | オープン杯       | 期間通算         | 期間通算         |
| 年度             | クラブ           | 背番号           | リーグ           | 出場                         | 得点                      | 出場             | 得点             | 出場             | 得点             | 出場             | 得点             |
| ブラジル         | ブラジル         | ブラジル         | ブラジル         | リーグ戦                     | リーグ戦                  | ブラジル杯       | ブラジル杯       | オープン杯       | オープン杯       | 期間通算         | 期間通算         |
| ---------------- | ---------------- | ---------------- | ---------------- | ---------------------------- | ------------------------- | ---------------- | ---------------- | ---------------- | ---------------- | ---------------- | ---------------- |
| 1986             | サントス         |                  | サンパウロ州     | 2                            | 0                         |                  |                  |                  |                  |                  |                  |
| 1986             | マツバラ         |                  |                  |                              |                           |                  |                  |                  |                  |                  |                  |
| 1987             |                  |                  |                  |                              |                           |                  |                  |                  |                  |                  |                  |
| CRB              |                  | アラゴアス州     |                  |                              |                           |                  |                  |                  |                  |                  |                  |
| CRB              |                  | 全国選手権A      | 4                | 0                            |                           |                  |                  |                  |                  |                  |                  |
| 1988             | ジャウー         |                  | サンパウロ州     | 25                           | 2                         |                  |                  |                  |                  |                  |                  |
| 1989             | コリチーバ       | 11               | 全国選手権A      | 7                            | 1                         |                  |                  |                  |                  |                  |                  |
| 1989             | コリチーバ       | -                | パラナ州         | 24                           | 4                         |                  |                  |                  |                  |                  |                  |
| 1990             | サントス         |                  | 全国選手権A      |                              |                           |                  |                  |                  |                  |                  |                  |
| 1990             | サントス         | 7                | サンパウロ州     | 25                           | 2                         |                  |                  |                  |                  |                  |                  |
| 日本             | 日本             | 日本             | 日本             | リーグ戦                     | リーグ戦                  | リーグ杯         | リーグ杯         | 天皇杯           | 天皇杯           | 期間通算         | 期間通算         |
| 1990-91          | 読売             | 24               | JSL1部           | 18                           | 3                         | 1                | 0                | 2                | 1                | 21               | 4                |
| 1991-92          | 読売             | 11               | JSL1部           | 21                           | 6                         | 5                | 2                | 5                | 3                | 31               | 11               |
| 1992             | V川崎            | -                | J                | -                            | -                         | 10               | 10               | 5                | 1                | 15               | 11               |
| 1993             | V川崎            | -                | J                | 36                           | 20                        | 1                | 0                | 3                | 3                | 40               | 23               |
| 1994             | V川崎            | -                | J                | 22                           | 16                        | 0                | 0                | -                | -                | 22               | 16               |
| イタリア         | イタリア         | イタリア         | イタリア         | リーグ戦                     | リーグ戦                  | イタリア杯       | イタリア杯       | オープン杯       | オープン杯       | 期間通算         | 期間通算         |
| 1994-95          | ジェノア         | 9 → 11           | セリエA          | 21                           | 1                         | 1                | 0                | -                | -                | 22               | 1                |
| 日本             | 日本             | 日本             | 日本             | リーグ戦                     | リーグ戦                  | リーグ杯         | リーグ杯         | 天皇杯           | 天皇杯           | 期間通算         | 期間通算         |
| 1995             | V川崎            | -                | J                | 26                           | 23                        | -                | -                | 2                | 0                | 28               | 23               |
| 1996             | V川崎            | -                | J                | 27                           | 23                        | 6                | 2                | 5                | 4                | 38               | 29               |
| 1997             | V川崎            | 11               | J                | 14                           | 4                         | 0                | 0                | 2                | 1                | 16               | 5                |
| 1998             | V川崎            | 11               | J                | 28                           | 5                         | 0                | 0                | 3                | 2                | 31               | 7                |
| クロアチア       | クロアチア       | クロアチア       | クロアチア       | リーグ戦                     | リーグ戦                  | リーグ杯         | リーグ杯         | オープン杯       | オープン杯       | 期間通算         | 期間通算         |
| 1998-99          | ザグレブ         | 13               | 1.HNL            | 12                           | 0                         | -                | -                | -                | -                | 12               | 0                |
| 日本             | 日本             | 日本             | 日本             | リーグ戦                     | リーグ戦                  | リーグ杯         | リーグ杯         | 天皇杯           | 天皇杯           | 期間通算         | 期間通算         |
| 1999             | 京都             | 36               | J1               | 11                           | 4                         | 0                | 0                | 2                | 1                | 13               | 5                |
| 2000             | 京都             | 11               | J1               | 30                           | 17                        | 7                | 2                | 1                | 0                | 38               | 19               |
| 2001             | 神戸             | 11               | J1               | 29                           | 11                        | 3                | 2                | 2                | 0                | 34               | 13               |
| 2002             | 神戸             | 11               | J1               | 17                           | 3                         | 1                | 0                | 0                | 0                | 18               | 3                |
| 2003             | 神戸             | 11               | J1               | 24                           | 4                         | 4                | 0                | 3                | 2                | 31               | 6                |
| 2004             | 神戸             | 11               | J1               | 21                           | 4                         | 5                | 0                | 0                | 0                | 26               | 4                |
| 2005             | 神戸             | 11               | J1               | 12                           | 2                         | 6                | 1                | -                | -                | 18               | 3                |
| 2005             | 横浜FC           | 11               | J2               | 16                           | 4                         | -                | -                | 1                | 0                | 17               | 4                |
| オーストラリア   | オーストラリア   | オーストラリア   | オーストラリア   | リーグ戦                     | リーグ戦                  | リーグ杯         | リーグ杯         | FFA杯            | FFA杯            | 期間通算         | 期間通算         |
| 2005-06          | シドニーFC       | 21               | Aリーグ          | 4                            | 2                         | -                | -                | -                | -                | 4                | 2                |
| 日本             | 日本             | 日本             | 日本             | リーグ戦                     | リーグ戦                  | リーグ杯         | リーグ杯         | 天皇杯           | 天皇杯           | 期間通算         | 期間通算         |
| 2006             | 横浜FC           | 11               | J2               | 39                           | 6                         | -                | -                | 0                | 0                | 39               | 6                |
| 2007             | 横浜FC           | 11               | J1               | 24                           | 3                         | 4                | 0                | 2                | 0                | 30               | 3                |
| 2008             | 横浜FC           | 11               | J2               | 30                           | 1                         | -                | -                | 2                | 0                | 32               | 1                |
| 2009             | 横浜FC           | 11               | J2               | 30                           | 1                         | -                | -                | 0                | 0                | 30               | 1                |
| 2010             | 横浜FC           | 11               | J2               | 10                           | 3                         | -                | -                | 0                | 0                | 10               | 3                |
| 2011             | 横浜FC           | 11               | J2               | 30                           | 0                         | -                | -                | 1                | 0                | 31               | 0                |
| 2012             | 横浜FC           | 11               | J2               | 14                           | 1                         | -                | -                | 0                | 0                | 14               | 1                |
| 2013             | 横浜FC           | 11               | J2               | 18                           | 2                         | -                | -                | 0                | 0                | 18               | 2                |
| 2014             | 横浜FC           | 11               | J2               | 2                            | 0                         | -                | -                | 0                | 0                | 2                | 0                |
| 2015             | 横浜FC           | 11               | J2               | 16                           | 3                         | -                | -                | 0                | 0                | 16               | 3                |
| 2016             | 横浜FC           | 11               | J2               | 20                           | 2                         | -                | -                | 1                | 0                | 21               | 2                |
| 2017             | 横浜FC           | 11               | J2               | 12                           | 1                         | -                | -                | 0                | 0                | 12               | 1                |
| 2018             | 横浜FC           | 11               | J2               | 9                            | 0                         | -                | -                | 2                | 0                | 11               | 0                |
| 2019             | 横浜FC           | 11               | J2               | 3                            | 0                         | -                | -                | 2                | 0                | 5                | 0                |
| 2020             | 横浜FC           | 11               | J1               | 4                            | 0                         | 2                | 0                | -                | -                | 6                | 0                |
| 2021             | 横浜FC           | 11               | J1               | 1                            | 0                         | 3                | 0                | 0                | 0                | 4                | 0                |
| 2022             | 鈴鹿             | 11               | JFL              | 18                           | 2                         | -                | -                | 0                | 0                | 18               | 2                |
| ポルトガル       | ポルトガル       | ポルトガル       | ポルトガル       | リーグ戦                     | リーグ戦                  | リーグ杯         | リーグ杯         | ポルトガル杯     | ポルトガル杯     | 期間通算         | 期間通算         |
| 2022-23          | オリヴェイレンセ | 11               | セグンダ         | 4                            | 0                         | 0                | 0                | 0                | 0                | 4                | 0                |
| 2023-24          | オリヴェイレンセ | 11               | セグンダ         | 5                            | 0                         | 1                | 0                | 0                | 0                | 6                | 0                |
| 日本             | 日本             | 日本             | 日本             | リーグ戦                     | リーグ戦                  | リーグ杯         | リーグ杯         | 天皇杯           | 天皇杯           | 期間通算         | 期間通算         |
| 2024             | 鈴鹿             | 11               | JFL              |                              |                           | -                | -                | -                | -                |                  |                  |
| 通算             | ブラジル         | ブラジル         | 全国選手権A      | 32                           | 5\|\|\|\|\|\|\|\|\|\|\|\| |                  |                  |                  |                  |                  |                  |
| 通算             | 日本             | 日本             | J1               | 326                          | 139                       | 52               | 17               | 30               | 14               | 408              | 170              |
| 通算             | 日本             | 日本             | J2               | 249                          | 24                        | -                | -                | 9                | 0                | 258              | 24               |
| 通算             | 日本             | 日本             | JFL              | 18                           | 2                         | -                | -                | 0                | 0                | 18               | 2                |
| 通算             | 日本             | 日本             | JSL1部           | 39                           | 9                         | 6                | 2                | 7                | 4                | 52               | 15               |
| 通算             | イタリア         | イタリア         | セリエA          | 21                           | 1                         | 1                | 0                | -                | -                | 22               | 1                |
| 通算             | クロアチア       | クロアチア       | 1.HNL            | 12                           | 0                         | -                | -                | -                | -                | 12               | 0                |
| 通算             | オーストラリア   | オーストラリア   | Aリーグ          | 4                            | 2                         | -                | -                | -                | -                | 4                | 2                |
| 通算             | ポルトガル       | ポルトガル       | セグンダ         | 9                            | 0                         | 1                | 0                | 0                | 0                | 10               | 0                |
| 総通算           | 総通算           | 総通算           | 総通算           | \|\|\|\|\|\|\|\|\|\|\|\|\|\| |                           |                  |                  |                  |                  |                  |                  |

1. その他の公式戦

- 1990年
  - コニカカップ 7試合3得点
- 1991年
  - コニカカップ 4試合1得点
- 1992年
  - ゼロックス・チャンピオンズ・カップ 2試合1得点
- 1993年
  - Jリーグチャンピオンシップ 2試合2得点
- 1994年
  - サンワバンクカップ 1試合1得点
  - XEROX SUPER CUP 1試合0得点
- 1995年
  - Jリーグチャンピオンシップ 2試合0得点
  - セリエA 残留・昇格プレーオフ 1試合0得点
- 1996年
  - サントリーカップ 1試合1得点
- 1997年
  - XEROX SUPER CUP 1試合0得点
- 2022年
  - 三重県サッカー選手権大会 2試合0得点

| 国際大会個人成績 | 国際大会個人成績 | 国際大会個人成績 | 国際大会個人成績 | 国際大会個人成績 | FIFA      | FIFA      |
| 年度             | クラブ           | 背番号           | 出場             | 得点             | 出場      | 得点      |
| OFC              | OFC              | OFC              | OFC CL           | OFC CL           | クラブW杯 | クラブW杯 |
| ---------------- | ---------------- | ---------------- | ---------------- | ---------------- | --------- | --------- |
| 2005             | シドニーFC       | 11               | -                | -                | 2         | 0         |
| 通算             | OFC              | OFC              | -                | -                | -         | -         |
| 通算             | FIFA             | FIFA             | FIFA             | FIFA             | 2         | 0         |

その他
- Jリーグオールスターサッカー出場 : 9回 (1993, 1997, 1998, 2000, 2001, 2002, 2003, 2004, 2007)

## 受賞
- 1990年 - 1991年 - コダックオールスター（東西対抗）最優秀選手賞、日本サッカーリーグ報知・年間優秀11人賞（ベストイレブン）
- 1991年 - 1992年 - 日本サッカーリーグ最優秀選手賞、同ベストイレブン
- 1992年 - ナビスコカップMVP・得点王、ダイナスティカップMVP、AFCアジアカップ大会最優秀選手、アジアベストイレブン賞
- 1993年 - Jリーグ最優秀選手賞、Jリーグベストイレブン、日本プロスポーツ大賞、第1回オールスターMVP、W杯アメリカ大会アジア最終予選得点王、アジアサッカー連盟(AFC)年間最優秀選手
- 1994年 - アシックスカップサッカー優秀選手賞
- 1995年 - Jリーグベストイレブン、JOMOカップMVP
- 1996年 - Jリーグ得点王、Jリーグベストイレブン
- 2000年 - Jリーグ優秀選手賞
- 2012年 - Fリーグ特別表彰
- 2013年 - Jクロニクルベスト ベストイレブン
- 2023年 - J30ベストアウォーズ ベストイレブン

## タイトル
- 1990年 - 1991年 - 日本サッカーリーグ 優勝（読売サッカークラブ）
- 1991年 - 1992年 - 日本サッカーリーグ 優勝（読売サッカークラブ）
- 1992年 - ダイナスティカップ 優勝（日本代表）、AFCアジアカップ 優勝（日本代表）、ヤマザキナビスコカップ 優勝（V川崎）
- 1993年 - Jリーグ2ndステージ 優勝 & 年間優勝（V川崎）、ヤマザキナビスコカップ 優勝（V川崎）
- 1995年 - Jリーグ2ndステージ 優勝（V川崎）
- 1998年 - 1999年 - プルヴァHNL 優勝（クロアチア・ザグレブ）
- 2006年 - J2優勝（横浜FC）

## 代表歴

### 試合数
- 国際Aマッチ 89試合 55得点（1990年 - 2000年）

| 日本代表 | 国際Aマッチ | 国際Aマッチ |
| 年       | 出場        | 得点        |
| -------- | ----------- | ----------- |
| 1990     | 3           | 0           |
| 1991     | 2           | 0           |
| 1992     | 11          | 2           |
| 1993     | 16          | 16          |
| 1994     | 8           | 5           |
| 1995     | 12          | 6           |
| 1996     | 12          | 6           |
| 1997     | 19          | 18          |
| 1998     | 1           | 0           |
| 2000     | 5           | 2           |
| 通算     | 89          | 55          |

2007年にJFAが行った検証により1997年のルーマニア戦 2試合が取り消された。このため出場数が91から89へ、得点数が56から55へと訂正された。
JFAとRec.Sport.Soccer Statistics Foundation (RSSSF) は、釜本邦茂（75得点）に次ぐ日本代表歴代2位の得点者としている。一方、国際サッカー連盟 (FIFA) は、2009年時点では釜本を三浦と同数の55得点としていたが、2014年時点では80得点としている。
これは以下に示す JFA、IFFHS 両者の統計方法の違いによる。
- JFA - 1988年以前のオリンピック予選および本大会における、プロリーグの存在しない国・地域の、年齢制限のないオリンピック代表チームとの試合は国際Aマッチとする。
- FIFA - 1999年に「1960年以降の全てのオリンピック関係の試合が国際Aマッチと認められる訳ではないが、中間部分については更なる分析が行われる」という声明を出し[229]、これを元にした基準を採用している。

なお、RSSSFは「東ヨーロッパとスカンジナビア諸国のサッカー協会はFIFAの声明を却下し、信頼できる各国の協会によって認められた統計方法を持っている。日本も大部分のオリンピックの試合を2015年に公式に認めている」という見解を示し、JFAの記録を追認している。

### 出場
| No. | 開催日         | 開催都市       | スタジアム                                 | 対戦相手         | 結果        | 監督                         | 大会                         |
| --- | -------------- | -------------- | ------------------------------------------ | ---------------- | ----------- | ---------------------------- | ---------------------------- |
| 1.  | 1990年09月26日 | 北京           |                                            | バングラデシュ   | ○3-0        | 横山謙三                     | アジア大会                   |
| 2.  | 1990年09月28日 | 北京           |                                            | サウジアラビア   | ●0-2        | 横山謙三                     | アジア大会                   |
| 3.  | 1990年10月01日 | 北京           |                                            | イラン           | ●0-1        | 横山謙三                     | アジア大会                   |
| 4.  | 1991年06月02日 | 山形県         | 山形県総合運動公園陸上競技場               | タイ             | ○1-0        | 横山謙三                     | キリンカップ                 |
| 5.  | 1991年07月27日 | 長崎県         | 長崎県立総合運動公園陸上競技場             | 韓国             | ●0-1        | 横山謙三                     | 日韓定期戦                   |
| 6.  | 1992年05月31日 | 東京都         | 国立霞ヶ丘競技場陸上競技場                 | アルゼンチン     | ●0-1        | ハンス・オフト               | キリンカップ                 |
| 7.  | 1992年06月07日 | 愛媛県         | 愛媛県総合運動公園陸上競技場               | ウェールズ       | ●0-1        | ハンス・オフト               | キリンカップ                 |
| 8.  | 1992年08月22日 | 北京           |                                            | 韓国             | △0-0        | ハンス・オフト               | ダイナスティカップ           |
| 9.  | 1992年08月24日 | 北京           |                                            | 中華人民共和国   | ○2-0        | ハンス・オフト               | ダイナスティカップ           |
| 10. | 1992年08月26日 | 北京           |                                            | 北朝鮮           | ○4-1        | ハンス・オフト               | ダイナスティカップ           |
| 11. | 1992年08月29日 | 北京           |                                            | 韓国             | △2-2(PK4-2) | ハンス・オフト               | ダイナスティカップ           |
| 12. | 1992年10月30日 | 広島県         | 広島県立びんご運動公園陸上競技場           | アラブ首長国連邦 | △0-0        | ハンス・オフト               | アジアカップ                 |
| 13. | 1992年11月01日 | 広島県         | 広島広域公園陸上競技場                     | 北朝鮮           | △1-1        | ハンス・オフト               | アジアカップ                 |
| 14. | 1992年11月03日 | 広島県         | 広島広域公園陸上競技場                     | イラン           | ○1-0        | ハンス・オフト               | アジアカップ                 |
| 15. | 1992年11月06日 | 広島県         | 広島県総合グランドメインスタジアム         | 中華人民共和国   | ○3-2        | ハンス・オフト               | アジアカップ                 |
| 16. | 1992年11月08日 | 広島県         | 広島広域公園陸上競技場                     | サウジアラビア   | ○1-0        | ハンス・オフト               | アジアカップ                 |
| 17. | 1993年03月07日 | 福岡県         | 東平尾公園博多の森陸上競技場               | ハンガリー       | ●0-1        | ハンス・オフト               | キリンカップ                 |
| 18. | 1993年03月14日 | 東京都         | 国立霞ヶ丘競技場陸上競技場                 | アメリカ合衆国   | ○3-1        | ハンス・オフト               | キリンカップ                 |
| 19. | 1993年04月08日 | 愛知県         | 神戸総合運動公園ユニバー記念競技場         | タイ             | ○1-0        | ハンス・オフト               | ワールドカップ予選           |
| 20. | 1993年04月11日 | 東京都         | 国立霞ヶ丘競技場陸上競技場                 | バングラデシュ   | ○8-0        | ハンス・オフト               | ワールドカップ予選           |
| 21. | 1993年04月15日 | 東京都         | 国立霞ヶ丘競技場陸上競技場                 | スリランカ       | ○5-0        | ハンス・オフト               | ワールドカップ予選           |
| 22. | 1993年04月18日 | 東京都         | 国立霞ヶ丘競技場陸上競技場                 | アラブ首長国連邦 | ○2-0        | ハンス・オフト               | ワールドカップ予選           |
| 23. | 1993年04月28日 | ドバイ         |                                            | タイ             | ○1-0        | ハンス・オフト               | ワールドカップ予選           |
| 24. | 1993年04月30日 | ドバイ         |                                            | バングラデシュ   | ○4-1        | ハンス・オフト               | ワールドカップ予選           |
| 25. | 1993年05月05日 | ドバイ         |                                            | スリランカ       | ○6-0        | ハンス・オフト               | ワールドカップ予選           |
| 26. | 1993年05月07日 | アル・アイン   |                                            | アラブ首長国連邦 | △1-1        | ハンス・オフト               | ワールドカップ予選           |
| 27. | 1993年10月04日 | 東京都         | 国立霞ヶ丘競技場陸上競技場                 | コートジボワール | ○1-0(延長)  | ハンス・オフト               | アフロ・アジア選手権         |
| 28. | 1993年10月15日 | ドーハ         |                                            | サウジアラビア   | △0-0        | ハンス・オフト               | ワールドカップ予選           |
| 29. | 1993年10月18日 | ドーハ         |                                            | イラン           | ●1-2        | ハンス・オフト               | ワールドカップ予選           |
| 30. | 1993年10月21日 | ドーハ         |                                            | 北朝鮮           | ○3-0        | ハンス・オフト               | ワールドカップ予選           |
| 31. | 1993年10月25日 | ドーハ         |                                            | 韓国             | ○1-0        | ハンス・オフト               | ワールドカップ予選           |
| 32. | 1993年10月28日 | ドーハ         |                                            | イラク           | △2-2        | ハンス・オフト               | ワールドカップ予選           |
| 33. | 1994年05月22日 | 広島県         | 広島広域公園陸上競技場                     | オーストラリア   | △1-1        | パウロ・ロベルト・ファルカン | キリンカップ                 |
| 34. | 1994年05月29日 | 東京都         | 国立霞ヶ丘競技場陸上競技場                 | フランス         | ●1-4        | パウロ・ロベルト・ファルカン | キリンカップ                 |
| 35. | 1994年07月08日 | 愛知県         | 名古屋市瑞穂公園陸上競技場                 | ガーナ           | ○3-2        | パウロ・ロベルト・ファルカン | アシックスカップ             |
| 36. | 1994年07月14日 | 愛知県         | 神戸総合運動公園ユニバー記念競技場         | ガーナ           | ○2-1        | パウロ・ロベルト・ファルカン | アシックスカップ             |
| 37. | 1994年10月03日 | 広島県         | みよし運動公園陸上競技場                   | アラブ首長国連邦 | △1-1        | パウロ・ロベルト・ファルカン | アジア大会                   |
| 38. | 1994年10月05日 | 広島県         | 広島県総合グランドメインスタジアム         | カタール         | △1-1        | パウロ・ロベルト・ファルカン | アジア大会                   |
| 39. | 1994年10月09日 | 広島県         | 広島県立びんご運動公園陸上競技場           | ミャンマー       | ○5-0        | パウロ・ロベルト・ファルカン | アジア大会                   |
| 40. | 1994年10月11日 | 広島県         | 広島県総合グランドメインスタジアム         | 韓国             | ●2-3        | パウロ・ロベルト・ファルカン | アジア大会                   |
| 41. | 1995年01月06日 | リヤド         |                                            | ナイジェリア     | ●0-3        | 加茂周                       | インターコンチネンタル選手権 |
| 42. | 1995年01月08日 | リヤド         |                                            | アルゼンチン     | ●1-5        | 加茂周                       | インターコンチネンタル選手権 |
| 43. | 1995年05月21日 | 広島県         | 広島広域公園陸上競技場                     | スコットランド   | △0-0        | 加茂周                       | キリンカップ                 |
| 44. | 1995年05月28日 | 東京都         | 国立霞ヶ丘競技場陸上競技場                 | エクアドル       | ○3-0        | 加茂周                       | キリンカップ                 |
| 45. | 1995年06月03日 | ロンドン       |                                            | イングランド     | ●1-2        | 加茂周                       | アンブロカップ               |
| 46. | 1995年06月06日 | リバプール     |                                            | ブラジル         | ●0-3        | 加茂周                       | アンブロカップ               |
| 47. | 1995年06月10日 | ノッティンガム |                                            | スウェーデン     | △2-2        | 加茂周                       | アンブロカップ               |
| 48. | 1995年08月06日 | 京都府         | 京都市西京極総合運動公園陸上競技場兼球技場 | コスタリカ       | ○3-0        | 加茂周                       | 国際親善試合                 |
| 49. | 1995年08月09日 | 東京都         | 国立霞ヶ丘競技場陸上競技場                 | ブラジル         | ●1-5        | 加茂周                       | サン・スパークカップ         |
| 50. | 1995年09月20日 | 東京都         | 国立霞ヶ丘競技場陸上競技場                 | パラグアイ       | ●1-2        | 加茂周                       | デサント・アディダスマッチ   |
| 51. | 1995年10月24日 | 東京都         | 国立霞ヶ丘競技場陸上競技場                 | サウジアラビア   | ○2-1        | 加茂周                       | デサント・アディダスマッチ   |
| 52. | 1995年10月28日 | 愛媛県         | 愛媛県総合運動公園陸上競技場               | サウジアラビア   | ○2-1        | 加茂周                       | デサント・アディダスマッチ   |
| 53. | 1996年02月14日 | メルボルン     |                                            | オーストラリア   | ●0-3        | 加茂周                       | 国際親善試合                 |
| 54. | 1996年02月19日 | 香港           |                                            | ポーランド       | ○5-0        | 加茂周                       | カールスバーグカップ         |
| 55. | 1996年02月22日 | 香港           |                                            | スウェーデン     | △1-1(PK4-5) | 加茂周                       | カールスバーグカップ         |
| 56. | 1996年05月26日 | 東京都         | 国立霞ヶ丘競技場陸上競技場                 | ユーゴスラビア   | ○1-0        | 加茂周                       | キリンカップ                 |
| 57. | 1996年05月29日 | 福岡県         | 東平尾公園博多の森球技場                   | メキシコ         | ○3-2        | 加茂周                       | キリンカップ                 |
| 58. | 1996年08月25日 | 大阪府         | 長居陸上競技場                             | ウルグアイ       | ○5-3        | 加茂周                       | 国際親善試合                 |
| 59. | 1996年09月11日 | 東京都         | 国立霞ヶ丘競技場陸上競技場                 | ウズベキスタン   | ○1-0        | 加茂周                       | JFA75周年記念試合            |
| 60. | 1996年10月13日 | 愛知県         | 神戸総合運動公園ユニバー記念競技場         | チュニジア       | ○1-0        | 加茂周                       | プーマカップ                 |
| 61. | 1996年12月06日 | アル・アイン   |                                            | シリア           | ○2-1        | 加茂周                       | アジアカップ                 |
| 62. | 1996年12月09日 | アル・アイン   |                                            | ウズベキスタン   | ○4-0        | 加茂周                       | アジアカップ                 |
| 63. | 1996年12月12日 | アル・アイン   |                                            | 中華人民共和国   | ○1-0        | 加茂周                       | アジアカップ                 |
| 64. | 1996年12月15日 | アル・アイン   |                                            | クウェート       | ●0-2        | 加茂周                       | アジアカップ                 |
| 65. | 1997年02月09日 | バンコク       |                                            | タイ             | △1-1        | 加茂周                       | キングスカップ               |
| 66. | 1997年03月15日 | バンコク       |                                            | タイ             | ●1-3        | 加茂周                       | 国際親善試合                 |
| 67. | 1997年03月23日 | マスカット     |                                            | オマーン         | ○1-0        | 加茂周                       | ワールドカップ予選           |
| 68. | 1997年03月25日 | マスカット     |                                            | マカオ           | ○10-0       | 加茂周                       | ワールドカップ予選           |
| 69. | 1997年05月21日 | 東京都         | 国立霞ヶ丘競技場陸上競技場                 | 韓国             | △1-1        | 加茂周                       | ワールドカップ記念試合       |
| 70. | 1997年06月08日 | 東京都         | 国立霞ヶ丘競技場陸上競技場                 | クロアチア       | ○4-3        | 加茂周                       | キリンカップ                 |
| 71. | 1997年06月15日 | 大阪府         | 長居陸上競技場                             | トルコ           | ○1-0        | 加茂周                       | キリンカップ                 |
| 72. | 1997年06月22日 | 東京都         | 国立霞ヶ丘競技場陸上競技場                 | マカオ           | ○10-0       | 加茂周                       | ワールドカップ予選           |
| 73. | 1997年06月25日 | 東京都         | 国立霞ヶ丘競技場陸上競技場                 | ネパール         | ○3-0        | 加茂周                       | ワールドカップ予選           |
| 74. | 1997年06月28日 | 東京都         | 国立霞ヶ丘競技場陸上競技場                 | オマーン         | △1-1        | 加茂周                       | ワールドカップ予選           |
| 75. | 1997年08月13日 | 大阪府         | 長居陸上競技場                             | ブラジル         | ●0-3        | 加茂周                       | 国際親善試合                 |
| 76. | 1997年09月07日 | 東京都         | 国立霞ヶ丘競技場陸上競技場                 | ウズベキスタン   | ○6-3        | 加茂周                       | ワールドカップ予選           |
| 77. | 1997年09月19日 | アブダビ       |                                            | アラブ首長国連邦 | △0-0        | 加茂周                       | ワールドカップ予選           |
| 78. | 1997年09月28日 | 東京都         | 国立霞ヶ丘競技場陸上競技場                 | 韓国             | ●1-2        | 加茂周                       | ワールドカップ予選           |
| 79. | 1997年10月04日 | アルマトイ     |                                            | カザフスタン     | △1-1        | 加茂周                       | ワールドカップ予選           |
| 80. | 1997年10月11日 | タシケント     |                                            | ウズベキスタン   | △1-1        | 岡田武史                     | ワールドカップ予選           |
| 81. | 1997年10月26日 | 東京都         | 国立霞ヶ丘競技場陸上競技場                 | アラブ首長国連邦 | △1-1        | 岡田武史                     | ワールドカップ予選           |
| 82. | 1997年11月01日 | ソウル         |                                            | 韓国             | ○2-0        | 岡田武史                     | ワールドカップ予選           |
| 83. | 1997年11月16日 | ジョホールバル |                                            | イラン           | ○3-2(延長V) | 岡田武史                     | ワールドカップ予選           |
| 84. | 1998年03月07日 | 東京都         | 国立霞ヶ丘競技場陸上競技場                 | 中華人民共和国   | ●0-2        | 岡田武史                     | ダイナスティカップ           |
| 85. | 2000年02月05日 | 香港           |                                            | メキシコ         | ●0-1        | フィリップ・トルシエ         | カールスバーグカップ         |
| 86. | 2000年02月16日 | マカオ         |                                            | ブルネイ         | ○9-0        | フィリップ・トルシエ         | アジアカップ予選             |
| 87. | 2000年02月20日 | マカオ         |                                            | マカオ           | ○3-0        | フィリップ・トルシエ         | アジアカップ予選             |
| 88. | 2000年03月15日 | 愛知県         | 神戸総合運動公園ユニバー記念競技場         | 中華人民共和国   | △0-0        | フィリップ・トルシエ         | キリンビバレッジ             |
| 89. | 2000年06月06日 | カサブランカ   |                                            | ジャマイカ       | ○4-0        | フィリップ・トルシエ         | ハッサン2世杯                |

### 得点数
サッカー
| #  | 年     | 月日     | 開催地                         | 対戦国                 | 勝敗   | 試合概要                            |
| -- | ------ | -------- | ------------------------------ | ---------------------- | ------ | ----------------------------------- |
| 1  | 1992年 | 8月26日  | 中国、北京                     | 朝鮮民主主義人民共和国 | ○ 4-1  | ダイナスティカップ1992              |
| 2  | 1992年 | 11月3日  | 日本、広島市                   | イラン                 | ○ 1-0  | AFCアジアカップ1992                 |
| 3  | 1993年 | 3月14日  | 日本、東京                     | アメリカ合衆国         | ○ 3-1  | 親善試合                            |
| 4  | 1993年 | 3月14日  | 日本、東京                     | アメリカ合衆国         | ○ 3-1  | 親善試合                            |
| 5  | 1993年 | 4月8日   | 日本、神戸市                   | タイ                   | ○ 1-0  | 1994 FIFAワールドカップ・アジア予選 |
| 6  | 1993年 | 4月11日  | 日本、東京                     | バングラデシュ         | ○ 8-0  | 1994 FIFAワールドカップ・アジア予選 |
| 7  | 1993年 | 4月11日  | 日本、東京                     | バングラデシュ         | ○ 8-0  | 1994 FIFAワールドカップ・アジア予選 |
| 8  | 1993年 | 4月11日  | 日本、東京                     | バングラデシュ         | ○ 8-0  | 1994 FIFAワールドカップ・アジア予選 |
| 9  | 1993年 | 4月11日  | 日本、東京                     | バングラデシュ         | ○ 8-0  | 1994 FIFAワールドカップ・アジア予選 |
| 10 | 1993年 | 4月15日  | 日本、東京                     | スリランカ             | ○ 5-0  | 1994 FIFAワールドカップ・アジア予選 |
| 11 | 1993年 | 4月15日  | 日本、東京                     | スリランカ             | ○ 5-0  | 1994 FIFAワールドカップ・アジア予選 |
| 12 | 1993年 | 4月30日  | アラブ首長国連邦、ドバイ       | バングラデシュ         | ○ 4-1  | 1994 FIFAワールドカップ・アジア予選 |
| 13 | 1993年 | 5月5日   | アラブ首長国連邦、ドバイ       | スリランカ             | ○ 6-0  | 1994 FIFAワールドカップ・アジア予選 |
| 14 | 1993年 | 10月4日  | 日本、東京                     | コートジボワール       | ○ 1-0  | アフロアジア選手権                  |
| 15 | 1993年 | 10月21日 | カタール、ドーハ               | 朝鮮民主主義人民共和国 | ○ 3-0  | 1994 FIFAワールドカップ予選         |
| 16 | 1993年 | 10月21日 | カタール、ドーハ               | 朝鮮民主主義人民共和国 | ○ 3-0  | 1994 FIFAワールドカップ予選         |
| 17 | 1993年 | 10月25日 | カタール、ドーハ               | 韓国                   | ○ 1-0  | 1994 FIFAワールドカップ予選         |
| 18 | 1993年 | 10月28日 | カタール、ドーハ               | イラク                 | △ 2-2  | 1994 FIFAワールドカップ予選         |
| 19 | 1994年 | 7月8日   | 日本、名古屋市                 | ガーナ                 | ○ 3-2  | 親善試合                            |
| 20 | 1994年 | 7月8日   | 日本、名古屋市                 | ガーナ                 | ○ 3-2  | 親善試合                            |
| 21 | 1994年 | 7月14日  | 日本、神戸市                   | ガーナ                 | ○ 2-1  | 親善試合                            |
| 22 | 1994年 | 10月3日  | 日本、尾道市                   | アラブ首長国連邦       | △ 1-1  | アジア競技大会                      |
| 23 | 1994年 | 10月11日 | 日本、広島市                   | 韓国                   | ● 2-3  | アジア競技大会                      |
| 24 | 1995年 | 1月8日   | サウジアラビア、リヤド         | アルゼンチン           | ● 1-5  | キング・ファハド・カップ1995        |
| 25 | 1995年 | 5月28日  | 日本、東京                     | エクアドル             | ○ 3-0  | キリンカップサッカー1995            |
| 26 | 1995年 | 5月28日  | 日本、東京                     | エクアドル             | ○ 3-0  | キリンカップサッカー1995            |
| 27 | 1995年 | 9月20日  | 日本、東京                     | パラグアイ             | ● 1-2  | 親善試合                            |
| 28 | 1995年 | 10月24日 | 日本、松山市                   | サウジアラビア         | ○ 2-1  | 親善試合                            |
| 29 | 1995年 | 10月24日 | 日本、松山市                   | サウジアラビア         | ○ 2-1  | 親善試合                            |
| 30 | 1996年 | 2月19日  | イギリス領香港                 | ポーランド             | ○ 5-0  | カールスバーグカップ                |
| 31 | 1996年 | 5月26日  | 日本、東京                     | ユーゴスラビア         | ○ 1-0  | キリンカップサッカー1996            |
| 32 | 1996年 | 5月29日  | 日本、福岡市                   | メキシコ               | ○ 3-2  | キリンカップサッカー1996            |
| 33 | 1996年 | 8月25日  | 日本、大阪市                   | ウルグアイ             | ○ 5-3  | 親善試合                            |
| 34 | 1996年 | 8月25日  | 日本、大阪市                   | ウルグアイ             | ○ 5-3  | 親善試合                            |
| 35 | 1996年 | 12月9日  | アラブ首長国連邦、アル・アイン | ウズベキスタン         | ○ 4-0  | AFCアジアカップ1996                 |
| 36 | 1997年 | 3月15日  | タイ、バンコク                 | タイ                   | ● 1-3  | 親善試合                            |
| 37 | 1997年 | 3月25日  | オマーン、マスカット           | マカオ                 | ○ 10-0 | 1998 FIFAワールドカップ・アジア予選 |
| 38 | 1997年 | 3月25日  | オマーン、マスカット           | マカオ                 | ○ 10-0 | 1998 FIFAワールドカップ・アジア予選 |
| 39 | 1997年 | 5月21日  | 日本、東京                     | 韓国                   | △ 1-1  | 親善試合                            |
| 40 | 1997年 | 6月8日   | 日本、東京                     | クロアチア             | ○ 4-3  | キリンカップサッカー1997            |
| 41 | 1997年 | 6月8日   | 日本、東京                     | クロアチア             | ○ 4-3  | キリンカップサッカー1997            |
| 42 | 1997年 | 6月22日  | 日本、東京                     | マカオ                 | ○ 10-0 | 1998 FIFAワールドカップ予選         |
| 43 | 1997年 | 6月22日  | 日本、東京                     | マカオ                 | ○ 10-0 | 1998 FIFAワールドカップ予選         |
| 44 | 1997年 | 6月22日  | 日本、東京                     | マカオ                 | ○ 10-0 | 1998 FIFAワールドカップ予選         |
| 45 | 1997年 | 6月22日  | 日本、東京                     | マカオ                 | ○ 10-0 | 1998 FIFAワールドカップ予選         |
| 46 | 1997年 | 6月22日  | 日本、東京                     | マカオ                 | ○ 10-0 | 1998 FIFAワールドカップ予選         |
| 47 | 1997年 | 6月22日  | 日本、東京                     | マカオ                 | ○ 10-0 | 1998 FIFAワールドカップ予選         |
| 48 | 1997年 | 6月25日  | 日本、東京                     | ネパール               | ○ 3-0  | 1998 FIFAワールドカップ予選         |
| 49 | 1997年 | 6月25日  | 日本、東京                     | ネパール               | ○ 3-0  | 1998 FIFAワールドカップ予選         |
| 50 | 1997年 | 9月7日   | 日本、東京                     | ウズベキスタン         | ○ 6-3  | 1998 FIFAワールドカップ予選         |
| 51 | 1997年 | 9月7日   | 日本、東京                     | ウズベキスタン         | ○ 6-3  | 1998 FIFAワールドカップ予選         |
| 52 | 1997年 | 9月7日   | 日本、東京                     | ウズベキスタン         | ○ 6-3  | 1998 FIFAワールドカップ予選         |
| 53 | 1997年 | 9月7日   | 日本、東京                     | ウズベキスタン         | ○ 6-3  | 1998 FIFAワールドカップ予選         |
| 54 | 2000年 | 2月16日  | マカオ                         | ブルネイ               | ○ 9-0  | AFCアジアカップ2000予選             |
| 55 | 2000年 | 6月6日   | モロッコ、カサブランカ         | ジャマイカ             | ○ 4-0  | ハッサン2世カップ                   |

フットサル
| # | 年     | 月日     | 開催地       | 対戦国     | 勝敗  | 試合概要           |
| - | ------ | -------- | ------------ | ---------- | ----- | ------------------ |
| 1 | 2012年 | 10月27日 | 日本、旭川市 | ウクライナ | ○ 3-1 | フットサル親善試合 |

## 関連情報

### 出演

#### 劇場アニメ
- 名探偵コナン 11人目のストライカー（2012年） - 三浦知良 役[230]
  - 名探偵コナン×Jリーグのスペシャルコラボレーション企画を記念して本人役で特別出演した。声優初挑戦のため、アフレコ収録の当日には『名探偵コナン』の主人公・江戸川コナン役である高山みなみが、直接声優指導を担当した。家族もコナンの大ファンだったため、子供たちからも喜ばれていた。また、原作『名探偵コナン』900回記念では歴代ゲスト出演者の一人として、お祝いコメントが掲載された。
- ルパン三世VS名探偵コナン THE MOVIE（2013年） - キング 役
  - ルパン三世×名探偵コナンのスペシャルコラボレーション企画として特別出演した。幼少時からルパン三世の大ファンだったこともあり、志願して出演が決定。特別にルパン三世との絡みのシーンが用意された[231]。知人でもある声優の戸田恵子に演技を教えてもらい、ルパンと同じ赤色のジャケット姿でアフレコした[232][233]。

#### テレビドラマ
- 仮面ライダーリバイス 最終話（2022年） - カズ 役（特別出演）[234]

#### テレビ番組
- バリューナイトフィーバー 「完全密着!三浦知良38歳の挑戦」（2005年12月10日、日本テレビ）
- 日経スペシャル カンブリア宮殿 「ヒーローは走り続ける」（2007年1月8日、テレビ東京）- 横浜FC在籍時に出演[235]

#### CM
- サントリー『サントリービア吟生・殻破りビール』（1991年）日本プロサッカー選手として初のCM出演
- 読売新聞（1992年）
- サントリーフーズ「デカビタC」（1992年 - 1998年）
- プーマ ジャパン『PUMA』（1992年 - ）
- ネスレ日本『ブイトーニ』（1994年）
- ブリヂストン『Gグリッド』（1994年）
- ジャパンエレベーターサービスホールディングス（1990年代）
- 静岡県「静岡県イメージアップCM」（1996年）
- ダンディハウス （2001年 - 2018年）
- パイオニア『DVDレコーダ』（2001年）
- マニュライフ生命保険（2001年 - 2002年）
- 日本サッカー協会「キリンカップサッカー2004 キャンペーンCM」（2004年）
- 富士写真フイルム（2005年）
- 資生堂『薬用 アデノゲン』（2005年 - 2006年）
- 浜田省吾
  - 『ベストアルバム The Best of Shogo Hamada vol.1』TVスポット（2006年）
  - 『ベストアルバム The Best of Shogo Hamada vol.2』TVスポット（2006年）
- セガ『J.LEAGUE プロサッカークラブをつくろう!5』プロモーション・キャラクター（2007年）
- 富士重工業『レガシィ』これからの道 篇（2007年5月 - 2009年）
- 興和『バンテリンコーワ1.0%クリーミィーゲルLT』（2008年 - 2009年）
- ACジャパン （2011年）
- 日本コカ・コーラ（2011年 - 2015年）
  - ジョージア
    - 『ジョージア ヨーロピアン コクのブラック （コロッセオ編）』（2011年）
    - 『ジョージア ヨーロピアン コクの微糖 （凱旋門編）』（2011年）
    - 『ジョージア ヨーロピアン コクのブラック （思い出の一杯編）』（2011年）
    - 『ジョージア ヨーロピアン ヴィンテージ （フィレンツェ編）』（2012年）

  - 太陽のマテ茶  太陽がくれたお茶（2014年 - ）[236]
- 東海漬物『きゅうりのキューちゃん』『こくうま』（2012年 - 2014年）
- 西川「東京西川エアー」（2014年 - ）
  - 「AiRコンディショニング」篇 （2014年 - ）[237]
  - 「AiR 点で眠れ」篇 （2015年 - ）[238]
- ダイハツ工業「タントカスタム」（2015年 - 2017年）
- エースコック「スーパーカップ」（2016年 - 2018年）
  - 「デビルスタワー篇」（2016年8月 - ）[239][240]
  - 「イエローストーン篇」（2017年2月 - ）[241]
  - 「KING TASTE篇」（2017年8月 - ）[242]
  - 「KING TASTE実写篇」（2018年2月 - ）[243]
- 大正製薬「リポビタンD」（2016年 - ）[244]
- キリンビバレッジ「ファイア エクストリームブレンド」（2016年 - 2017年）[245]
- パフォーム・グループ「DAZN」（2018年 - 2021年）
- メガネトップ 眼鏡市場 「i-ATHLETE（アイアスリート） 登場篇」（2019年 - 2020年）[246]
- サントリーウエルネス「セサミンEX」（2021年 - ）[247]
- IDOM「ガリバー」（2021年 - 2022年）
  - どこまでも、全力少年。「ガリバー 全力少年 三浦知良登場篇」（2021年）[248][249]
  - ガリバー史上最大の初売り「ガリバー全力少年 スタジアム篇」（2022年）[250]
- ヤマザキビスケット「YBC ルヴァンカップ キャンペーンCM」（2021年）
- ハイセンスジャパン「4K液晶テレビ」（2022年）
- 明治安田生命保険（2024年 - ）

## 著書
- 三浦知良『おはぎ』講談社、2005年。ISBN 978-4063077544。
  - 『ラストダンスは終わらない: essay 2001-2005』（『おはぎ』を改題・文庫化、2012年、新潮文庫、ISBN 9784101383910）
- 三浦知良『蹴音―三浦知良伝説の言葉』ぴあ、2006年。ISBN 978-4835616186。
  - 『カズ語録』（『三浦知良 伝説の言葉- 蹴音 -』を改題・文庫化、2012年、PHP文庫、ISBN 9784569677996）
- 『やめないよ』（2011年、新潮社）ISBN 4106104059
- 『日めくり KAZU 魂のメッセージ 底力』（2011年、PHP研究所）ISBN 4569799159
- 三浦知良『Dear KAZU 僕を育てた55通の手紙』文春文庫、2011年。ISBN 978-4167901288。
  - 『Sports Graphic Number』にて掲載された連載「カズへの手紙。」をまとめ、一部加筆されたもの
- 三浦知良『カズのまま死にたい』新潮新書、2020年。ISBN 978-4106108518。

## 関連書籍
- 綾野まさる『KAZU-十五の旅立ち 三浦知良物語』小学館、1997年。ISBN 978-4092901919。
- 一志治夫『足に魂こめました―カズが語った「三浦知良」』文藝春秋、1993年。ISBN 978-4163478807。
- 一志治夫『たったひとりのワールドカップ―三浦知良、1700日の闘い』幻冬舎、1998年。ISBN 978-4877286415。
- 『ズバリ、一流のストライカーに育てる本 - カズ、ヤスの母親に学ぶ』（三浦由子（三浦兄弟の母）著）ベストセラーズ、1993年。
- 『三浦知良写真集 KAZU KING THE VISUAL DOCUMENTARY』（山崎敏文 編集）小学館、1994年。
- 『KAZU―ハーブ・リッツ作品集』（ハーブ・リッツ 撮影）パルコ出版、1995年。
- 『三浦知良―素顔の青春』(三浦知良担当記者グループ 著)
- 『KAZU(カズ)とJリーグ』(岡 邦行 著)
- 『KAZU(カズ)―ザ・スーパーストライカー』(加藤 高尚 著)
- 『カズに賭ける夢―セリエAからワールドカップへ』(田中 孝一 著)
- 『三浦知良夢のゴールへ』(三浦知良研究会 著)
- 『三浦知良のサッカー留学物語―日本人で初のブラジル・プロになった男』(大貫 哲義 著)
- 矢内由美子『Jリーグ15年の物語 カズ&ゴンたちの時代』講談社、2009年。ISBN 978-4062150446。